# Bandera de México
La bandera de México, oficialmente llamada bandera nacional de los Estados Unidos Mexicanos, es uno de los tres símbolos patrios establecidos por la ley en dicho país, junto con el escudo y el himno nacional. El actual diseño de la bandera se adoptó desde el 16 de septiembre de 1968; no obstante, el diseño base con los colores, su distribución, y un escudo que incluyera al águila en el centro, es el mismo desde el decreto de la Junta Provisional Gubernativa del 2 de noviembre de 1821, que estableció el pabellón del Imperio Mexicano; es precisamente el emblema, el único elemento modificado constantemente a lo largo de la historia. Desde febrero de 1984 su uso es regulado por la Secretaría de Gobernación con base en la «Ley sobre el Escudo, la Bandera y el Himno Nacionales» en el capítulo segundo.
Está segmentada en tres rectángulos verticales de las mismas dimensiones, cada uno de un color distinto a partir del asta (verde, blanco y rojo) y con el escudo de armas de México en el centro de la franja blanca. Es uno de los emblemas identitarios más significativos de esta nación, pues es el único de los símbolos patrios que cuenta con una fecha conmemorativa, el 24 de febrero; es conmemorada pues ese día en 1821 fue proclamado el Plan de Iguala, del que surgió el Ejército Trigarante, cuya bandera se volvió símbolo de la consumación de la independencia. Bajo el título «De las características de los símbolos patrios» se describe de manera general dentro de la ley mencionada:

ARTÍCULO 3o.- La Bandera Nacional consiste en un rectángulo dividido en tres franjas verticales de medidas idénticas, con los colores en el siguiente orden a partir del asta: verde, blanco y rojo. En la franja blanca y al centro, tiene el Escudo Nacional, con un diámetro de tres cuartas partes del ancho de dicha franja. La proporción entre anchura y longitud de la bandera, es de cuatro a siete. Podrá llevar un lazo o corbata de los mismos colores, al pie de la moharra.

## Descripción

Bandera de México ondeando

### Características generales

Construcción oficial de la bandera.

La bandera consiste en un rectángulo dividido en tres franjas verticales de igual proporción, de colores verde, blanco y rojo (izquierda a derecha) ordenados a partir del asta. Su proporción longitud-anchura es de cuatro a siete (4:7).
En el centro de la franja blanca se encuentra el Escudo Nacional de México, con un diámetro de tres cuartas partes de la franja, y consiste en un águila mexicana devorando a una serpiente que mantiene sostenida con su pico y con la garra de su pata derecha; el águila se encuentra posada sobre un nopal situado en un islote sobre el lago de Texcoco representado por un glifo náhuatl. El emblema escudo está basado en la leyenda mexica que cuenta cómo su pueblo vagó por cientos de años en el territorio mexicano, buscando la señal indicada por el dios Huitzilopochtli para fundar la ciudad de Tenochtitlán (la actual Ciudad de México); el indicio debía ser un águila posada sobre un nopal devorando a una serpiente.
Aunque el significado de los colores ha cambiado con el paso del tiempo, estos fueron adoptados por México durante la Guerra de Independencia con España. La bandera actual fue oficialmente adoptada en 1968, pero el diseño general ha sido usado desde 1821 cuando la primera bandera nacional fue creada. Desde el miércoles 8 de febrero de 1984 existe una ley publicada en el Diario Oficial de la Federación que gobierna y regula el uso de la Bandera Nacional llamada Ley sobre el Escudo, la Bandera y el Himno Nacionales.
La bandera ha cambiado en diez ocasiones a través de su historia desde 1823, pues el diseño del Escudo Nacional y las proporciones de largo y ancho han sido modificados. La bandera actual, llamada la «Cuarta Bandera Nacional», es también usada como símbolo naval por todos los barcos registrados en México.
Un modelo de la bandera nacional, autentificada por los tres Poderes de la Unión, permanece depositado en el Archivo General de la Nación y otro en el Museo Nacional de Historia.
- Enlace a una fotografía del modelo autentificado de la Bandera Nacional bajo resguardo del Archivo General de la Nación.

### Colores y su significado
Las tonalidades oficiales exactas de la bandera aún no han sido definidas por las leyes mexicanas, pero la Secretaría de Gobernación sugiere usar las siguientes; según el sistema pantone, se proporcionan equivalencias aproximadas en otros sistemas de color:
| Sistema de color | Verde | Verde        | Blanco | Blanco      | Rojo | Rojo       |
| ---------------- | ----- | ------------ | ------ | ----------- | ---- | ---------- |
| Pantone          |       | 3425c        |        | Safe        |      | 186c       |
| RGB              |       | 0-104-71     |        | 255-255-255 |      | 206-17-38  |
| CMYK             |       | 100-34-93-30 |        | 0-0-0-0-0   |      | 0-92-82-19 |
| RGB Hex.         |       | 006847       |        | FFFFFF      |      | CE1125     |

Las versión más extendida de la historiografía sobre este símbolo patrio, afirma que los colores de este se originaron en la bandera del Ejército de las Tres Garantías o «Bandera Trigarante», en 1821, pero la forma o método de selección es al menos incierto. Pero incluso la elección particular de estos colores en dicho emblema también está discutida por la insuficiencia de fuentes que la respalden.
Una teoría muy aceptada es que los colores nacieron de entre los insurgentes de la zona sur de México, ya que luego de 1815 se conocen varias banderas con los tres colores y en el orden conocido, la más famosa es la llamada Bandera Siera, considerada la primera bandera tricolor de las huestes insurgentes y que guiaba a un grupo de caballería de las tropas de Nicolás Bravo, pero existen otras más, una de ellas le fue tomada a José María Morelos cuando fue capturado, esta tiene por escudo un águila mexicana sobre la cual está colocada una Virgen de Guadalupe.
Otra narrativa popular es que los colores fueron elegidos por Agustín de Iturbide, básandose en las tonalidades más significativas del escudo de armas del Señorío de Vizcaya, la región del País Vasco de donde procedian sus antepasados; en tanto el significado original de los colores se definió con base en el punto 16 del «Plan de Iguala», que dice:

16.- Se formará un ejército protector que se denominará de las Tres Garantías, porque bajo su protección toma, lo primero, la conservación de la religión católica, apostólica, romana, cooperando por todos los modos que estén a su alcance, para que no haya mezcla alguna de otra secta y se ataquen oportunamente los enemigos que puedan dañarla: lo segundo, la independencia bajo el sistema manifestado: lo tercero, la unión íntima de americanos y europeos; pues garantizando bases tan fundamentales de la felicidad de Nueva España, antes que consentir la infracción de ellas, se sacrificará dando la vida del primero al último de sus individuos.

Pero nunca enlaza sus palabras con los colores, por lo que no existe un significado oficial, los colores popularmente se han asociado de la forma siguiente:
- Blanco: Religión (la fe católica) y pureza de los ideales del pueblo
- Rojo: Unión (entre europeos y americanos)
- Verde: Independencia (respecto a España)

Este primer significado fue cambiado a mediados del siglo XIX debido a la secularización del país, liderada, entre otros liberales, por el entonces presidente de México, Benito Juárez. El significado atribuido en esa época fue:
- Verde: Esperanza.
- Blanco: Unidad.
- Rojo: La sangre de los héroes nacionales.

En concreto, como el artículo 3 de la «Ley sobre el Escudo, la Bandera y el Himno Nacionales» no da un simbolismo oficial de los colores, se les pueden atribuir y se les han atribuido multitud de significados.

### El escudo

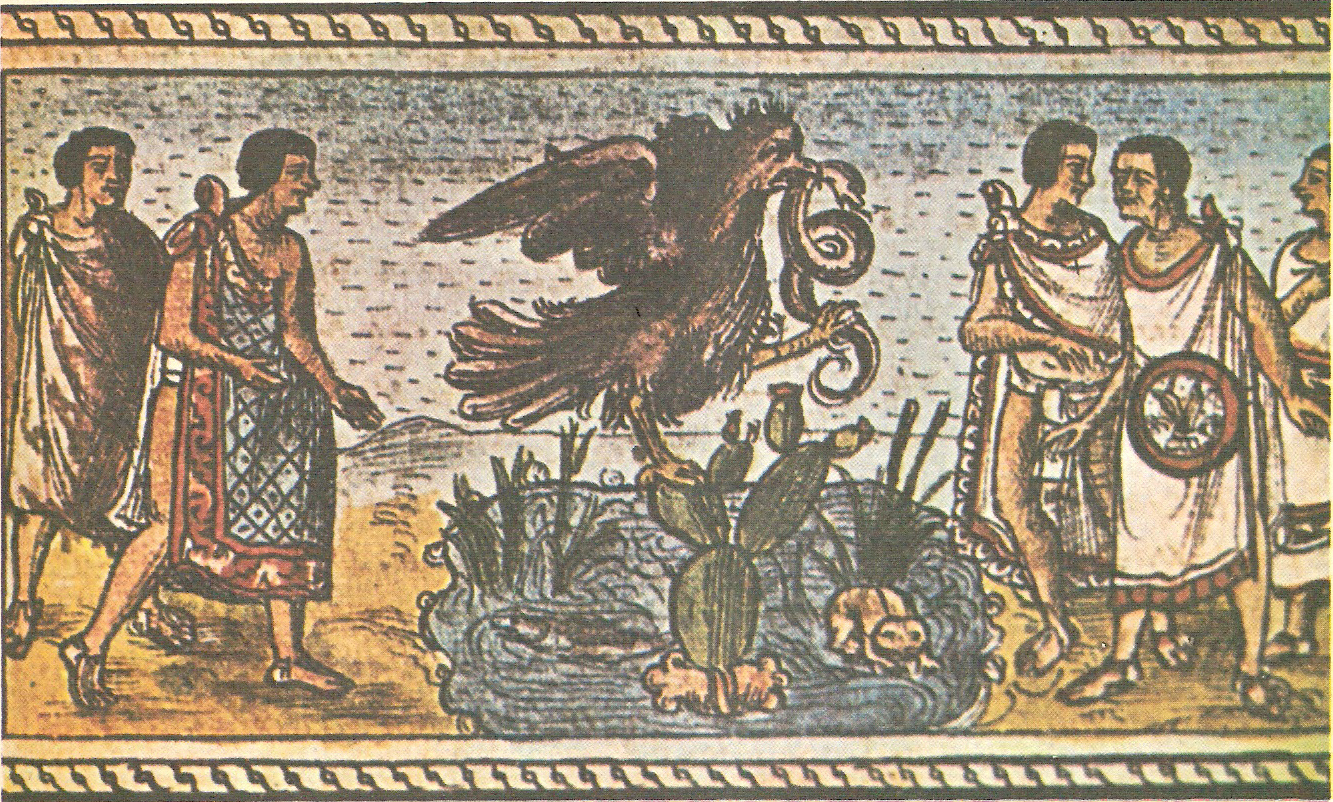
Fundación de México-Tenochtitlán. "Códice Durán",

Actual Escudo Nacional de México, diseñado por Pedro Moctezuma Díaz Infante y Francisco Eppens Helguera, en 1968.

El escudo está posicionado en el centro de la franja blanca y está inspirado en la señal del fin del peregrinaje de los mexicas donde luego fundarían la ciudad de México-Tenochtitlán, actual Ciudad de México. De acuerdo con las creencias religiosas de los mexicas, estos habían salido de Aztlán buscando el lugar propicio para edificar su nueva ciudad. El dios Huitzilopochtli les indicó que en el lugar donde encontraran un águila devorando una serpiente parada sobre un nopal, debían construir su ciudad. Luego de 200 años de buscar dicho lugar, los mexicas encontraron la señal en un islote del lago de Texcoco.
El diseño actual del Escudo Nacional es obra de los arquitectos Pedro Moctezuma Díaz Infante y Francisco Eppens Helguera, y está descrito en el artículo dos de la «Ley sobre el Escudo, la Bandera y el Himno Nacionales».

El Escudo Nacional está constituido por un águila mexicana, con el perfil izquierdo expuesto, la parte superior de las alas en un nivel más alto que el penacho y ligeramente desplegadas en actitud de combate; con el plumaje de sustentación hacia abajo tocando la cola y las plumas de ésta en abanico natural. Posada su garra izquierda sobre un nopal florecido que nace en una peña que emerge de un lago, sujeta con la derecha y con el pico, en actitud de devorar, a una serpiente curvada, de modo que armonice con el conjunto. Varias pencas del nopal se ramifican a los lados. Dos ramas, una de encino al frente del águila y otra de laurel al lado opuesto, forman entre ambas un semicírculo inferior y se unen por medio de un listón dividido en tres franjas que, cuando se representa el escudo nacional en colores naturales, corresponden a los de la bandera nacional.

El uso de la imagen del mito fundacional de Tenochtitlan, como escudo nacional, está relacionado con los acontecimientos que siguieron a la conquista. Por un lado el profundo arraigo de la imagen entre los pueblos del Valle de México, y por otro las acciones con las que los conquistadores pretendieron forjar un lazo identitario, entre el derrotado Imperio Mexica y el nuevo orden colonial; entre sus medidas estuvieron conservar la antigua ciudad como capital de la colonia, seguir llamando a esta como «México», y permitir la inclusión iconográfica de la leyenda del águila devorando a la serpiente, de manera generalizada, entre la población. 
Durante los trescientos años de la época colonial continuó siendo utilizado en sellos, portadas de libros, pinturas, ornamentación en fachadas de conventos y edificios de la administración virreinal. De la misma forma que como ocurrió con el topónimo de la ciudad, el uso del emblema se trasladó al resto del virreinato como un signo de identidad, primero de los antiguos pueblos originarios y después de la sociedad criolla novohispana. Durante la gestión de Jose María Morelos al frente del movimiento insurgente, el Congreso de Anáhuac empleó, en la bandera del ejército libertador y en el sello usado por sus documentos, un escudo que integraba al águila, el nopal y el lago de Texcoco. Conseguida la independencia, la Junta Provisional Gubernativa estableció como insignia la figura del águila coronada sobre un nopal en un islote; a lo largo de la historia se modificó constantemente sin perder su elemento esencial, el mito fundacional tenochca.

## Historia

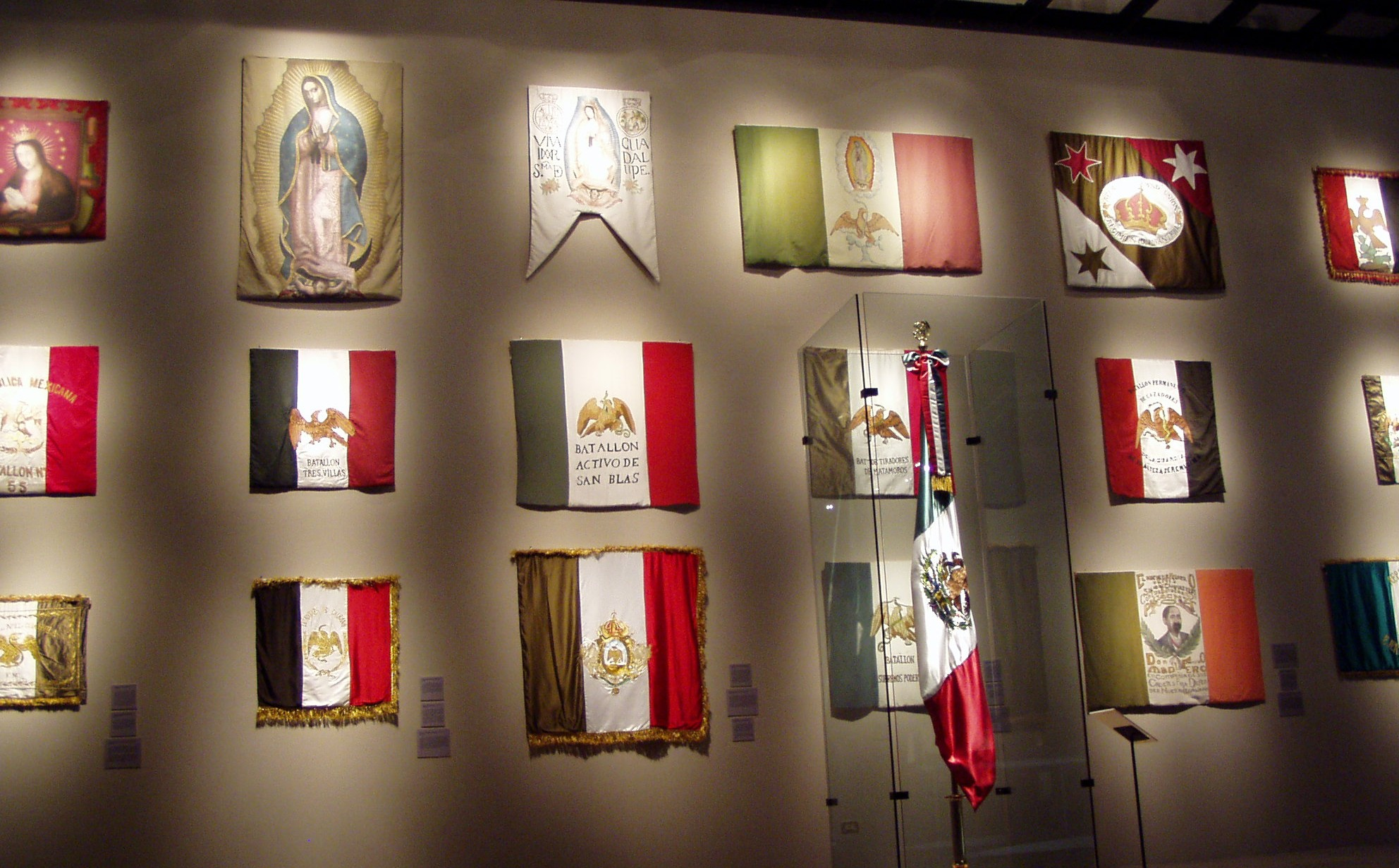
Banderas en el Museo de Historia Mexicana en Monterrey, Nuevo León.

### Época Prehispánica
Los señoríos o Altépetl prehispánicos no tenían el concepto de bandera como hoy se entiende, pero usaban símbolos plasmados en banderolas, estandartes o paños de colores, para identificar la pertenencia a una localidad, familia o región; por ejemplo los «pochtecas», comerciantes originarios de México-Tenochtitlan, solían realizar sus recorridos acompañados de una insignia en la que señalaban su ciudad, con un símbolo de tierra del cual nacía un nopal con fruto; mientras los mexicas de México-Tlatelolco lo hacían con una especie de medio círculo con puntos; y las tropas en tiempos de Moctezuma Ilhuicamina utilizaban estandartes con insignias, donde se representaba el barrio y tipo de arma utilizado, estos estaban hechos de plumas, oro y piedras preciosas.

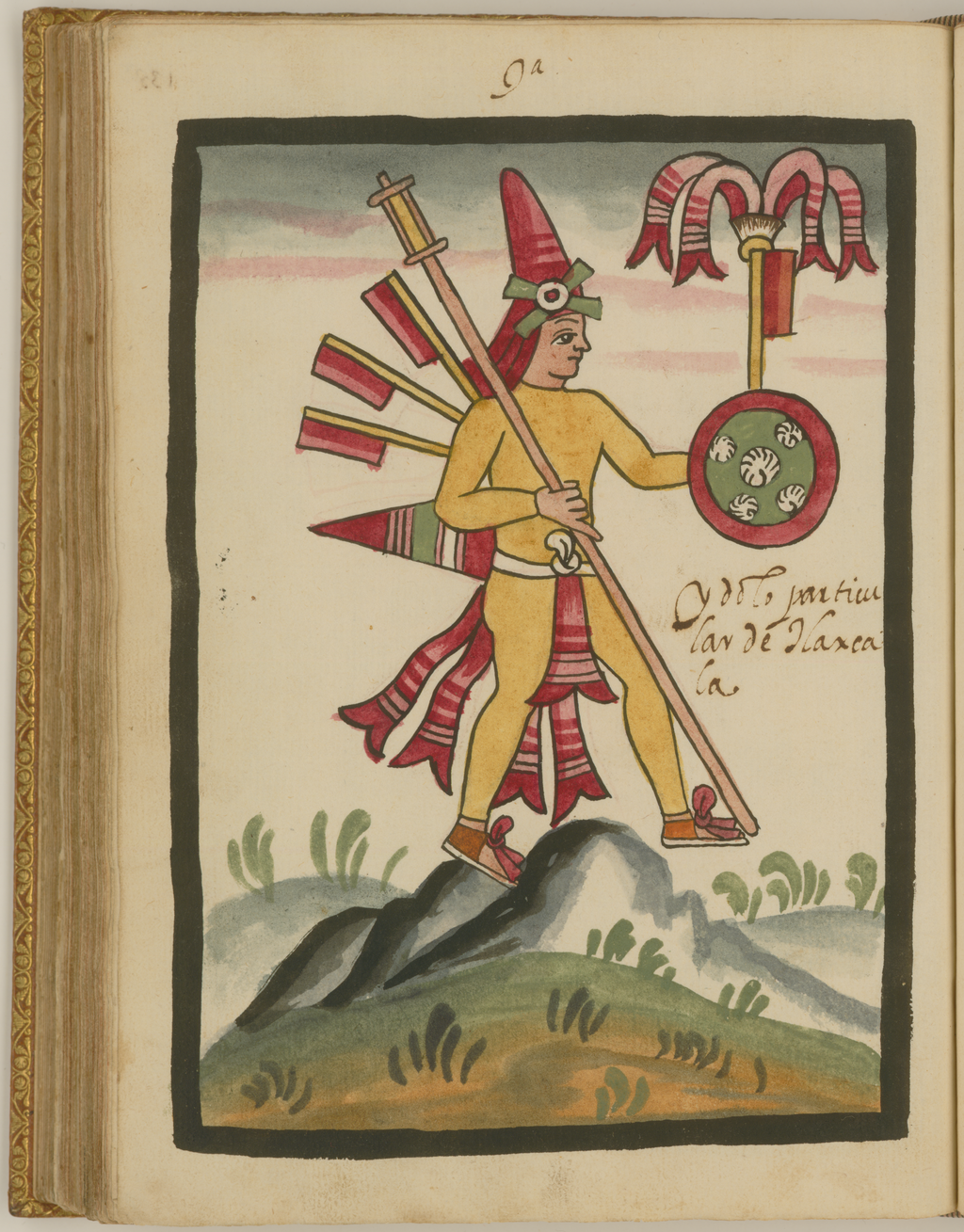
Representación de Camaxtli, Dios tlaxcalteca de la guerra. Nótese en su espalda unas banderas.
Topoglifo de la ciudad de México-Tenochtitlan, del Codex Telleriano Remensis.
Topoglifo de la ciudad de México-Tlatelolco.
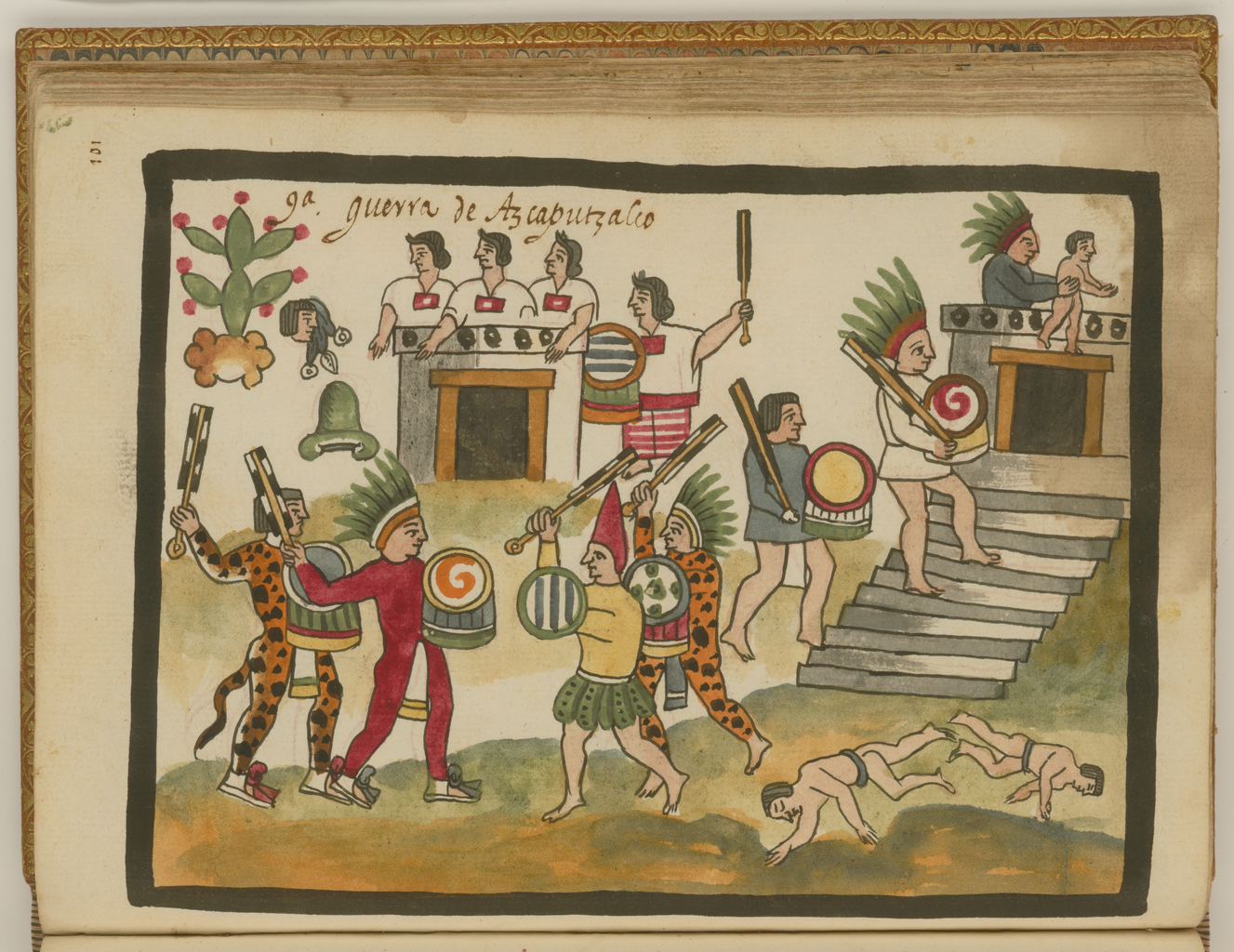
Batalla de Azcapotzalco de la obra de Diego Duran. Nótese como se representa que los soldados a la derecha son de la ciudad de México-Tenochtitlan y que están bajo el mando de Axayacatl.

### Conquista y época colonial
Los jefes militares españoles solían encabezar sus expediciones con un estandarte distintivo; en el caso del conquistador de Tenochtitlan, Hernán Cortés, este empleó como emblema uno que contenía una pintura al óleo de la virgen María en su advocación de la inmaculada concepción, pero con la representación que se le daba en el monasterio de Guadalupe en Extremadura. Si bien nunca fue oficial como símbolo de los territorios recién conquistados, se le relacionó con este acontecimiento, por el uso dado durante los primeros años en la festividad de San Hipólito cada 13 de agosto, coincidiendo con la caída de la capital mexica; la presencia del estandarte magnificaba el evento que dio inicio a la época colonial y por ello adquirió cierta notoriedad histórica.   
A partir de 1529 comenzó a usarse como símbolo de la Nueva España, el primer antecedente de una bandera representativa de lo que actualmente sería México: un paño blanco con la cruz de Borgoña en cuyos extremos tenía el escudo de armas de la Ciudad de México concedido en 1523. Aunque esta bandera, con cualquier otro escudo, era también usado en cualquier parte de los territorios españoles desde 1506. 
En Europa, la concepción misma de las banderas, alcanzaba únicamente la representatividad individual o grupal, y no la nacional, en buena medida porque el propio concepto de «Estado Nación» no se creó hasta después de la Paz de Westfalia en 1648. Las banderas eran más que símbolos nacionales, herramientas prácticas para identificar casas reales, embarcaciones, linajes, secciones militares, regiones y ciudades. El Imperio Español, no adoptaría una bandera colectiva para todo su territorio hasta 1785, cuando al pabellón naval se le dio connotación de bandera imperial, aunque su uso solo era extendido en la metrópoli, pues en el caso de la Nueva España, los escudos de ciudades y provincias tenían mayor aceptación y uso práctico, aunque nunca se usaron en banderas, pero si en pendones y estandartes.

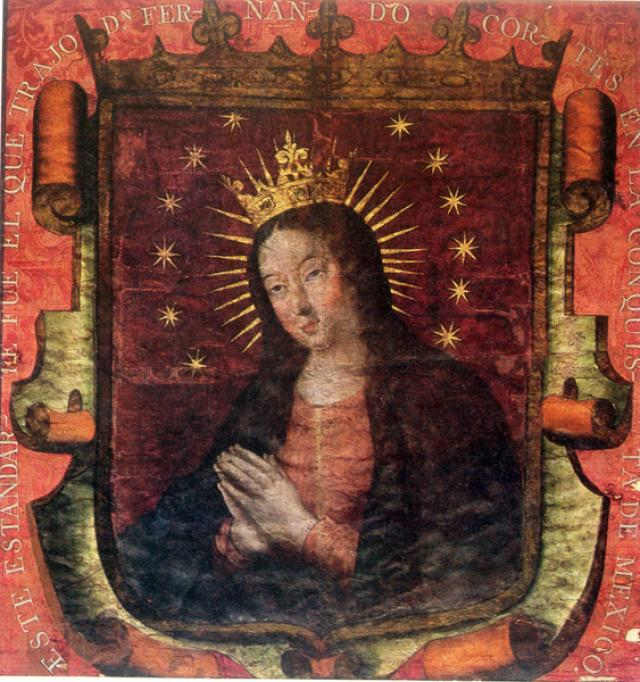
Pendón de Cortés conservado en el Museo del Ejército en Toledo (España).
Bandera virreinal con la Cruz de Borgoña.
Bandera general del Imperio Español usada entre 1785 a 1873 y de 1875 a 1931.
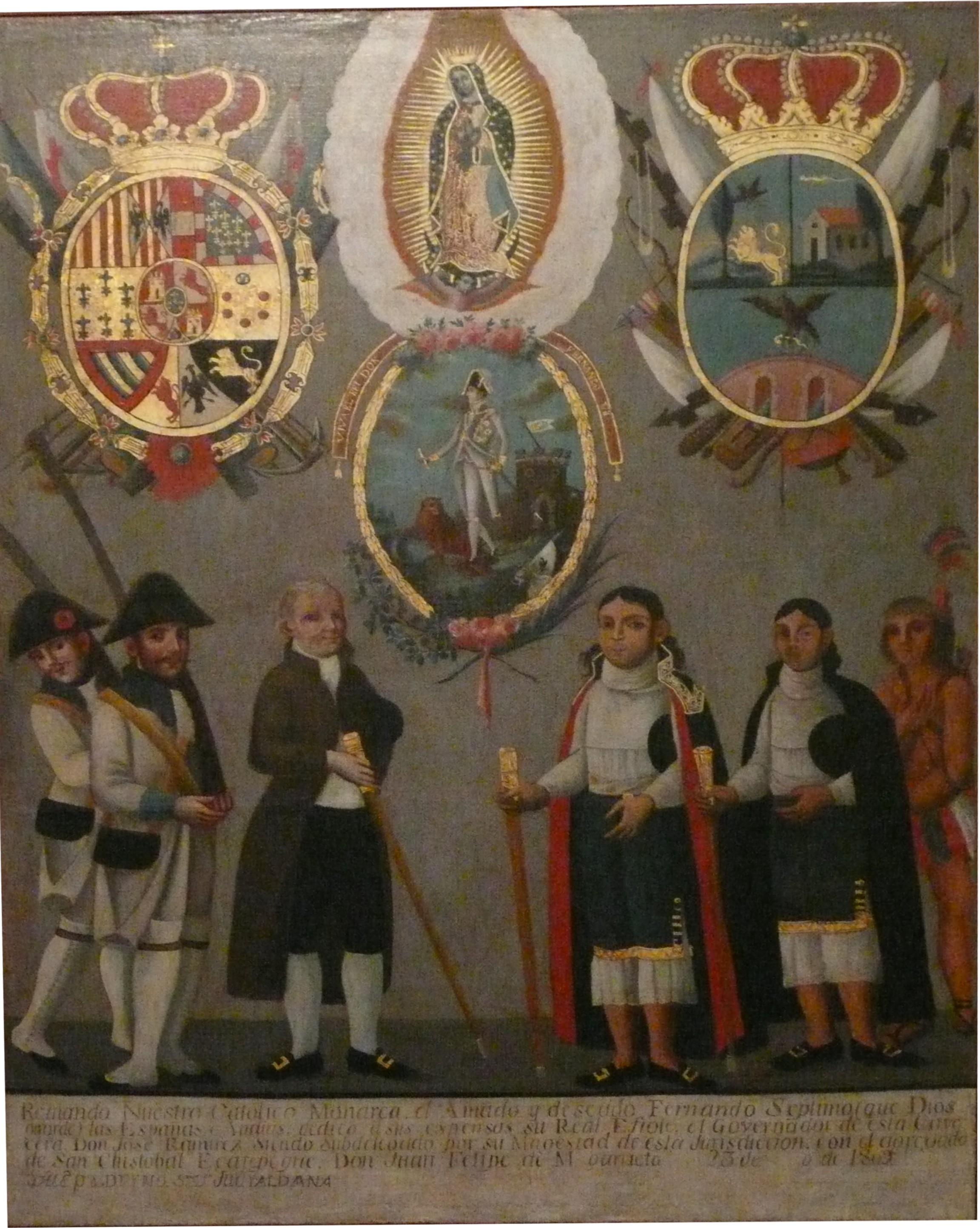
Cuadro novohispano festejando la entronación de Fernando VII en 1808, nótese los signos novohispanos y españoles a la vez. Museo Nacional de Historia

### Guerra de Independencia
Durante la guerra de Independencia contra España y antes de la adopción de la primera bandera propiamente nacional, otras banderas o estandartes fueron usados, algunas de ellas tuvieron gran influencia en el movimiento y en el diseño de la primera bandera.

#### Estandarte de Hidalgo
Los estandartes, como se mencionó en el caso de Cortés, eran el distintivo de los líderes militares, y en función de su trascendencia podían convertirse en símbolos de movimientos. La historiografía mexicana sitúa uno de estas insignias como la primera «bandera» representativa (de lo que posteriormente sería México); El 16 de septiembre de 1810, después de dar el Grito de Dolores, Miguel Hidalgo y Costilla se dirigió al poblado de Atotonilco, ahí tomó del atrio de la parroquia una enseña con una pintura al óleo de la Virgen de Guadalupe, pintado por Andrés López en 1805. La acción constituyó un gesto simbólico muy determinante, pues Hidalgo pretendia enarborlar la causa insurgente, apelando al sentimiento de identidad religiosa de todos los grupos sociales novohispanos que se unieron a su lucha, en virtud de que el culto guadalupano era el máximo punto de cohesión de entre peninsulares, criollos, mestizos, afrodescendientes e indígenas; de acuerdo a las crónicas de la época, Hidalgo mandó hacer la siguiente inscripción al estandarte:

Viva la Religión, viva Nuestra Madre Santísima de Guadalupe, Viva Fernando VII, Viva La América y muera el mal gobierno.

El 7 de noviembre de 1810, luego de la derrota insurgente en la Batalla de Aculco, el estandarte fue confiscado  por Félix María Calleja y enviado al virrey Francisco Xavier Venegas. Sin embargo, de acuerdo al historiador Jacinto Barrera Bassols en su obra «Pesquisa sobre un estandarte. Historia de una pieza de museo» de 1995, la existencia de dicho estandarte tiene su mención más antigua en las acusaciones del arzobispo de Michoacán Manuel Abad y Queipo, durante el juicio de excomunión a Hidalgo, que fue acusado por el jerarca religioso de «fautoría» (hacer uso indebido de símbolos religiosos). No obstante, si bien se reconoce la veracidad del evento histórico de Atotonilco y el uso de una imagen de la virgen de Guadalupe por las tropas, no habrían sido los líderes insurgentes quienes lo usaron, ni habrían existido tales inscripciones.
Del estandarte confiscado en Aculco no se tiene una completa seguridad de su destino; de hecho, de la pieza resguardada en el Museo Nacional de Historia no está plenamente verificada que, la tomada por Hidalgo en Atotonilco, y la capturada por Calleja, sean la misma. Esta misma pieza tiene como mayor dato de respaldo, una leyenda inscrita en años posteriores que indica ser la original utilizada por Hidalgo. Las dudas son mayores, entre otras cosas, debido a que durante toda la lucha armada por la independencia no fue extraño que las diferentes tropas insurgentes tomaran estandartes de «Nuestra Señora de Guadalupe» para llevar al combate, por lo cual a estos se les tomaron como botín de guerra muchas más banderas con la imagen religiosa, por ejemplo a la semana de ser tomado prisionero Hidalgo en Acatita de Baján el 21 de marzo de 1811, a su sobrino Tomás Ortiz y a un tal Julián Rodríguez les fueron confiscadas muchas banderas y estandartes de Nuestra Señora de Guadalupe, incluso en 1817 durante la batalla del Cerro de Cóporo las tropas insurgentes al mando de Nicolás Bravo usaban como distintivo una bandera con la imagen de Nuestra Señora de Guadalupe.
De todas esas banderas actualmente se conservan dos piezas en el Museo Nacional de Historia, que si bien se han identificado como participantes de las luchas de la independencia no se relacionan completamente con el cura Miguel Hidalgo y Costilla, de estos dos, el más conocido y exhibido, además de tener a Nuestra Señora de Guadalupe, tiene al frente dos escudos coronados uno que se identifica de inmediato como perteneciente a la Monarquía Española y el otro a la Provincia Franciscana de San Pedro y San Pablo de Michoacán, además de las palabras y abreviaturas que significan ¡Viva la Virgen María Señora de Guadalupe!, lo cual sea dicho de paso es una de las razones para dudar de que sea el estandarte que tomo Hidalgo en Atotonilco ya que faltarían las vivas dichas antes.

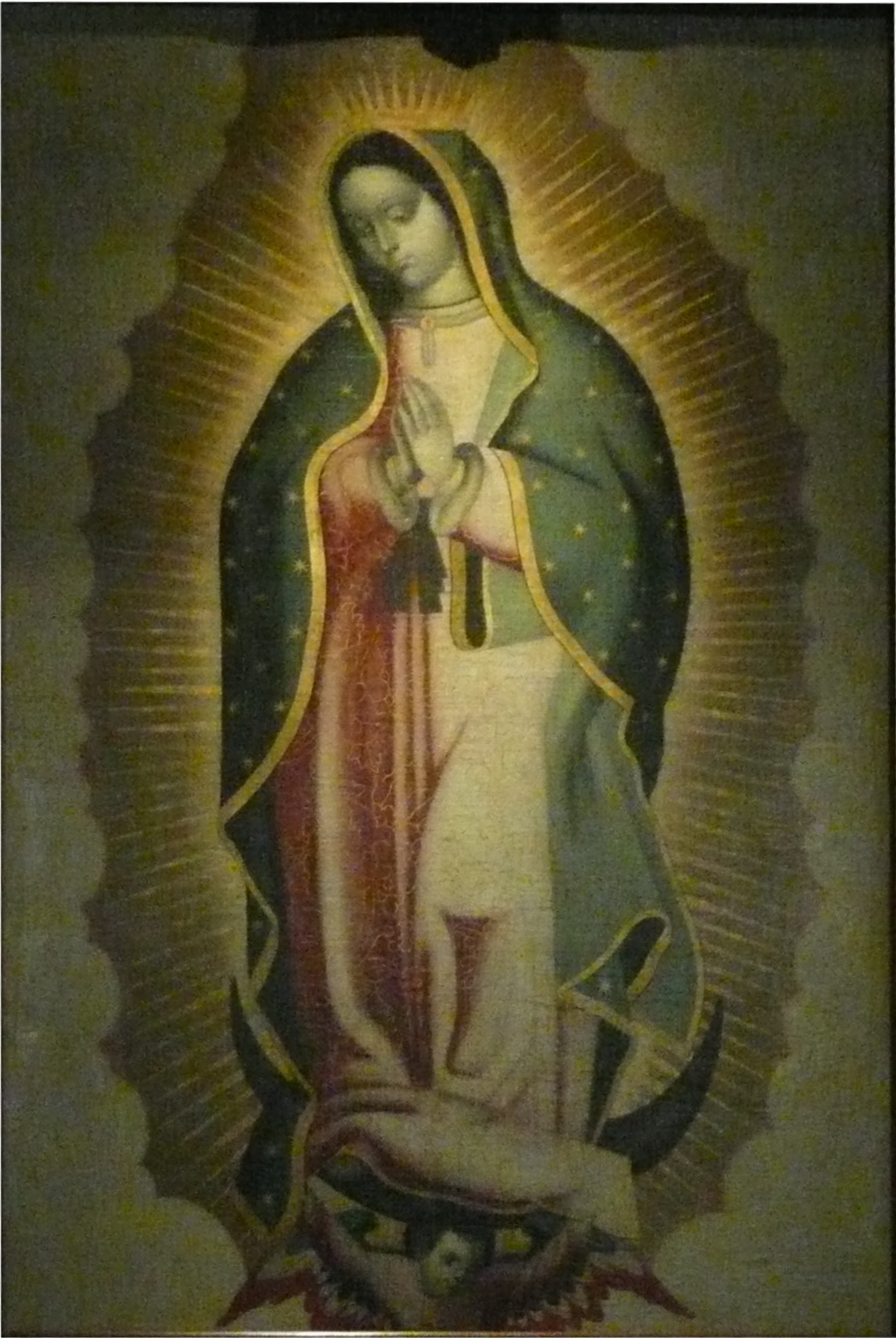
El reconocido oficialmente como «Estandarte de Hidalgo», pero menos conocido como tal. (Museo Nacional de Historia)
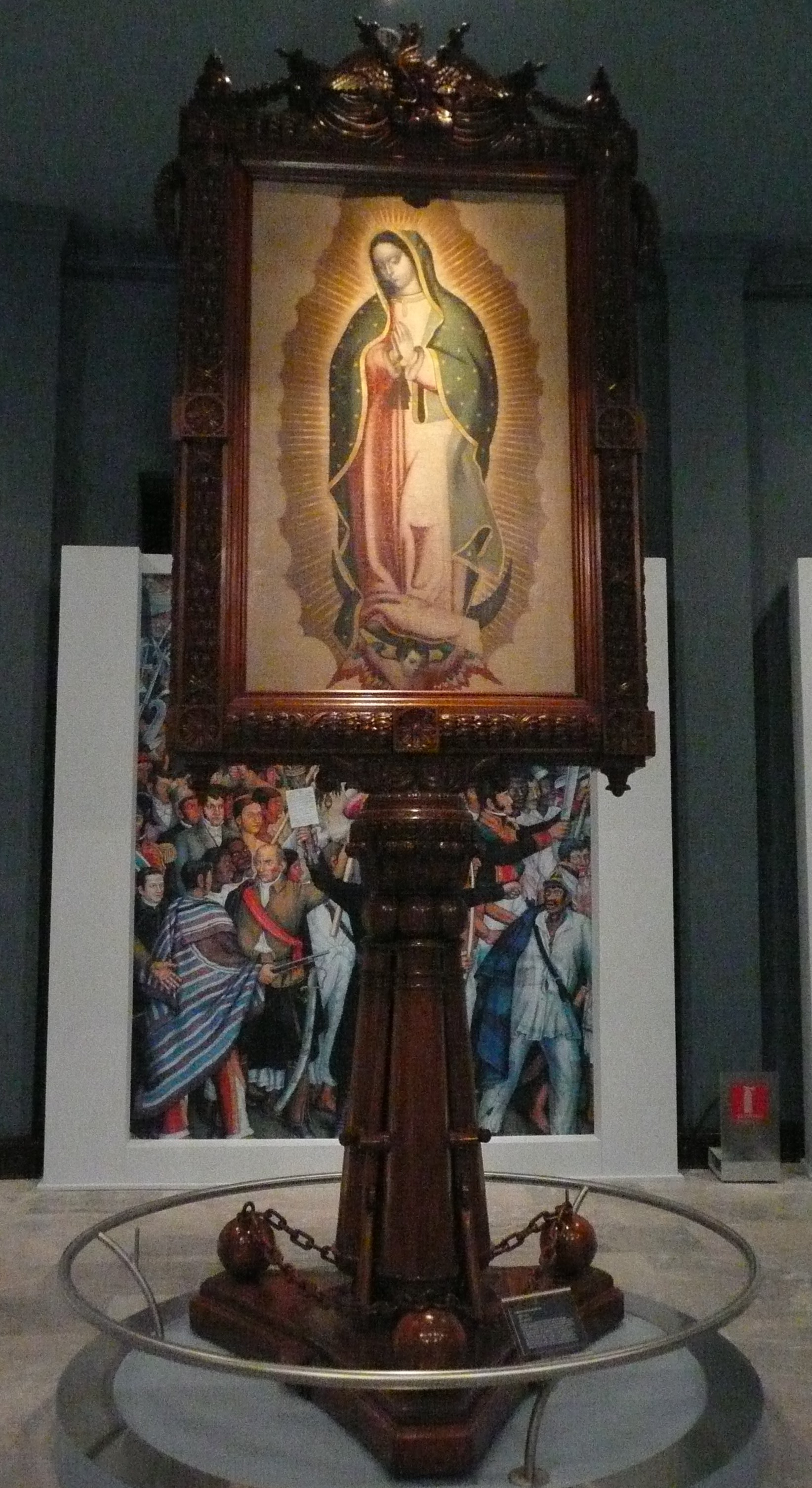
El Estandarte de Hidalgo en su montura (Museo Nacional de Historia).
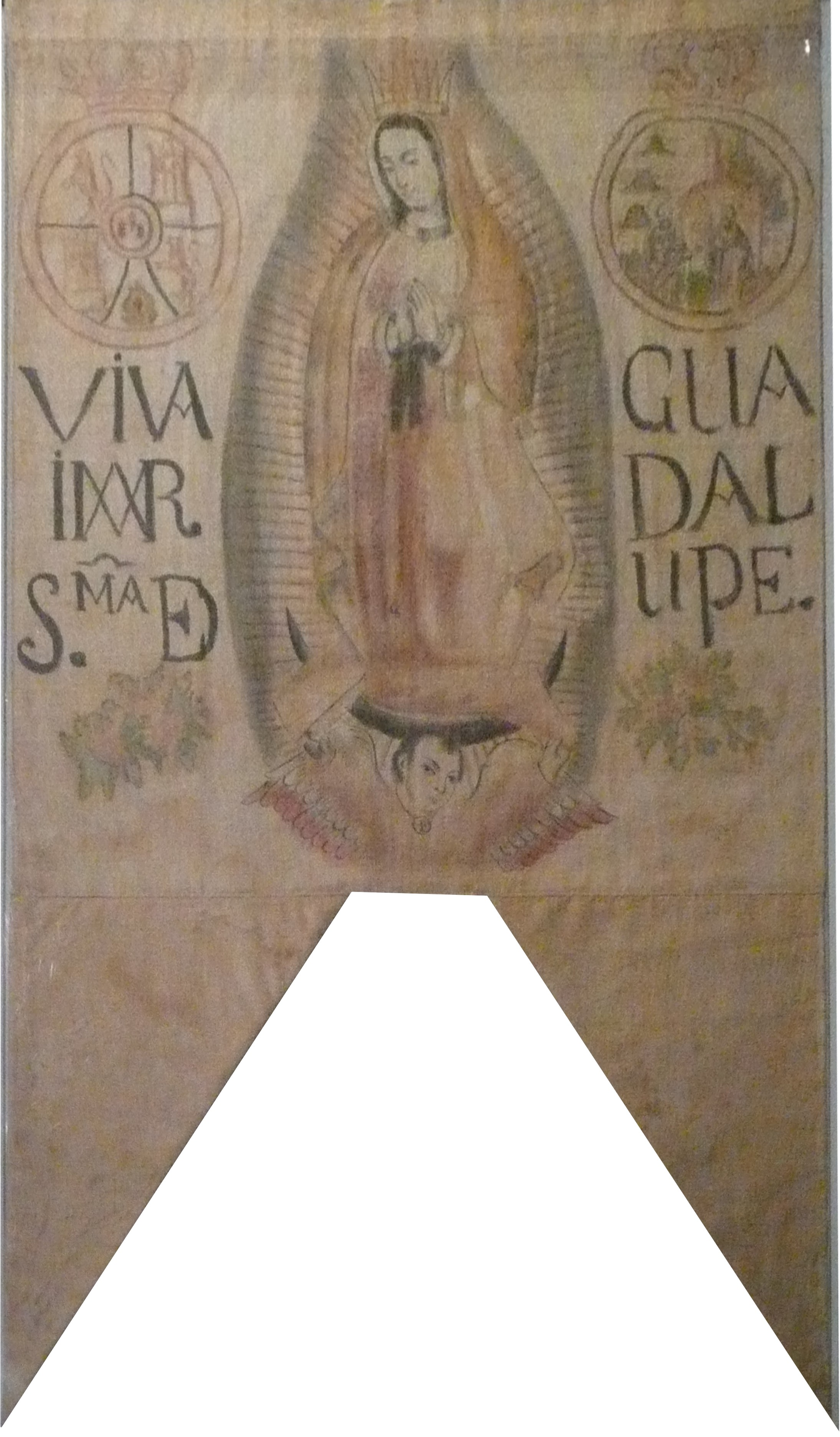
Llamado oficialmente Blasón de Hidalgo, pero oficialmente se reconoce que fue un estandarte más de las fuerzas insurgentes, no es el estandarte de Hidalgo. (Museo Nacional de Historia).
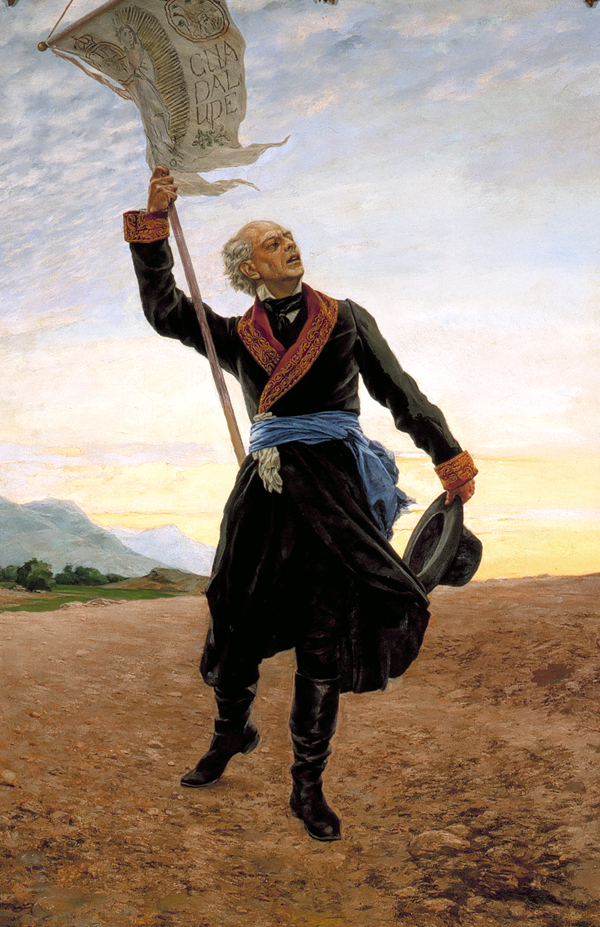
Retrato póstumo de Miguel Hidalgo de Antonio Fabrés, realizada en 1905, sosteniendo el presunto estandarte.

#### Bandera del doliente de Hidalgo
Aún menos conocida por la insuficiencia en las fuentes escritas y por la poca trascendencia que alcanzó, está la bandera del «Batallón de la Muerte», una agrupación militar enviada por Ignacio López Rayón en la segunda mitad de 1811 para enfrentar a Félix Calleja en las inmediaciones de Zitacuaro. Su bandera consistía en un paño rectangular dividido por una cruz negra en cuatro rectángulos menores de color rojo; una segunda cruz dentro de la principal se hallaba formada por un cráneo al centro y cuatro huesos de extremidad a cada ángulo; está recibía el nombre de «Doliente de Hidalgo» en alusión a una profecía bíblica respecto a un sacrifico que antecedía una nueva realidad.

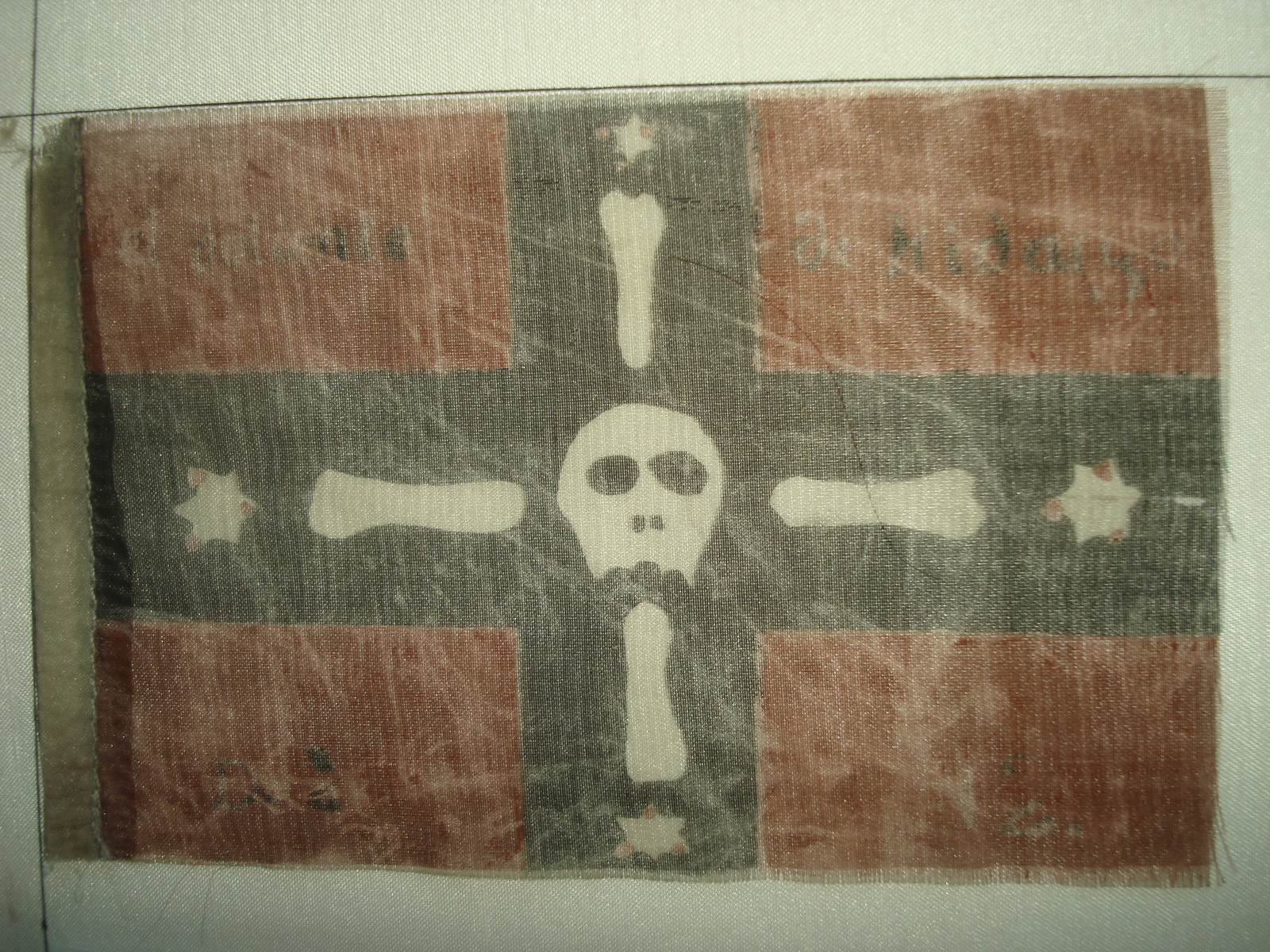
Bandera del «Doliente de Hidalgo»

#### Banderas gemelas de Allende
Las primeras banderas hechas explícitamente para la guerra fueron dos idénticas, mandadas a hacer por Ignacio Allende y posiblemente Juan Aldama e incluso Hidalgo; fueron realizadas antes del inicio de la guerra, este par de banderas o estandartes para tremolar, tienen dos frentes, el principal con la imagen coronada de Nuestra Señora de Guadalupe como símbolo de la cruzada religiosa que llevaban los insurgentes contra los franceses laicos y sobre todo protestantes, que en ese momento dominaban a España y su rey Fernando VII (le apodaban «el Deseado»); y por el lado contrario un muy distinguible escudo cuyo centro tiene un «águila mexicana» (formada por águila real y una serpiente), estas banderas gemelas fueron olvidadas ya que fueron capturadas por los realistas en 1811 y enviadas a España donde estuvieron hasta el año de 2010 como trofeo de guerra, cuando fueron devueltas en un intercambio de banderas prisioneras por decirlo de algún modo. Esta bandera por ese motivo es la primera con una versión del escudo nacional.

Bandera cruz de las llamadas banderas gemelas de Allende.
Bandera equis de las llamadas banderas gemelas de Allende.
Detalle del escudo de la bandera con banderas y cruces de borgoña en cruz.
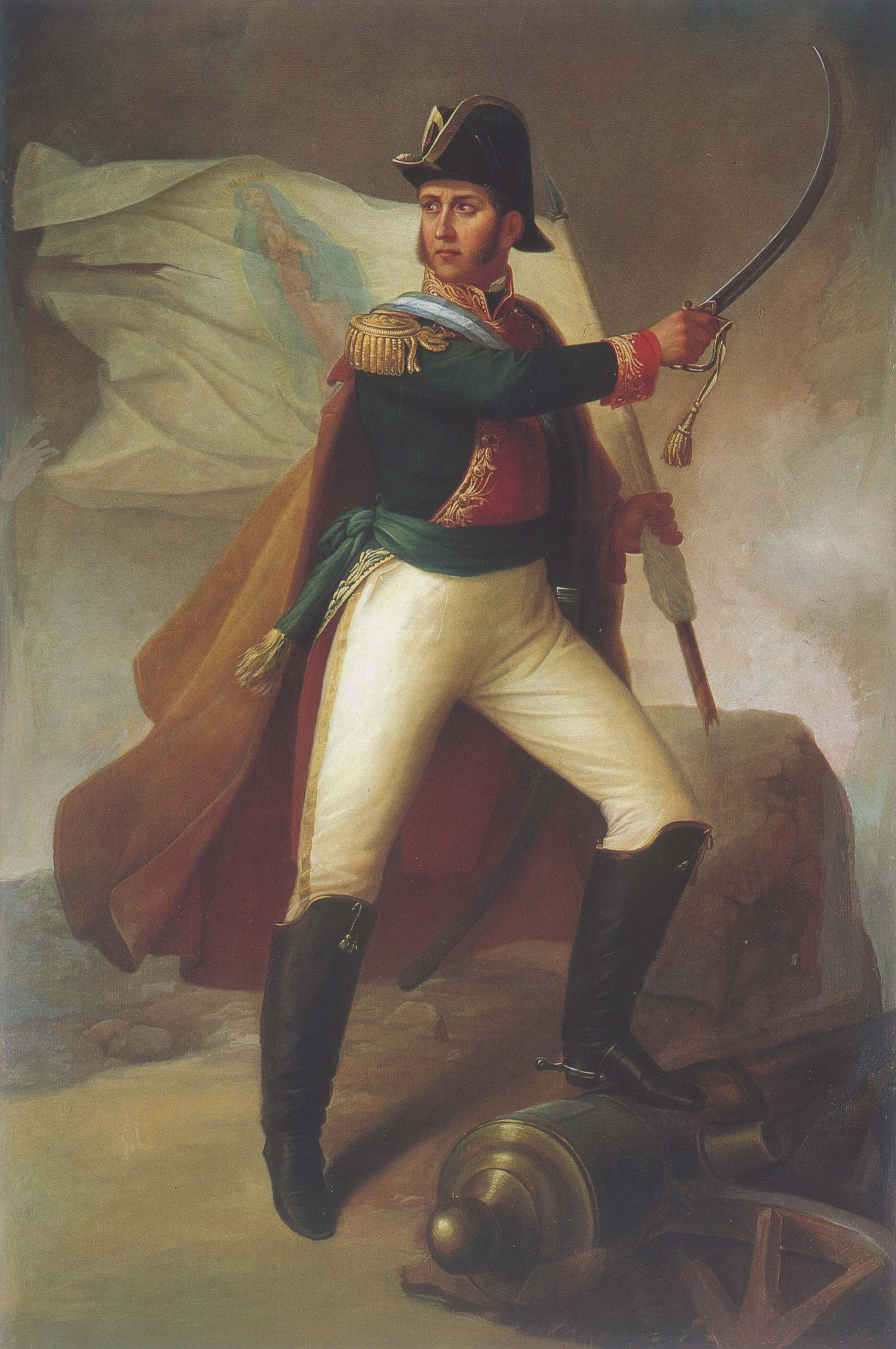
Retrato póstumo de Ignacio Allende portando una de sus banderas, retrato por Ramón Pérez Guevara, siglo XIX.

#### Primeras banderas oficiales
Posteriormente y habiendo caído la responsabilidad de la dirigencia del movimiento insurgente en Ignacio López Rayón, este organizó el considerado primer gobierno del México independiente, la llamada Suprema Junta Nacional Americana o Suprema Junta Gubernativa de América, gobierno que formalmente dio a conocer el primer escudo y sello oficial del nuevo país, en forma efectiva solo gobernó las zonas controladas por los insurgentes y entre los años 1811 a 1813, luego este gobierno luego dio paso al gobierno fundador del Congreso de Anáhuac quien dio el mando de las fuerzas insurgentes a José María Morelos y emitió dos decretos para la creación de la bandera y el escudo, así como el sello nacional, el día 14 de julio de 1815, donde además ya se nombra a la nación como «México».
En el decreto referente a la bandera menciona que «El Supremo Congreso Mexicano ha resuelto establecer en la forma siguiente las banderas nacionales con que deberá anunciarse, así en mar como en tierra, la guerra, la paz y el comercio», indicando luego la forma de tres banderas como a continuación se lee:
Bandera nacional de guerra

Bandera nacional de guerra. Un paño de longitud y latitud usadas por las demás naciones, que presente un tablero de cuadros blancos y azul celeste. Se colocarán en el centro y dentro de un óvalo blanco en campo de plata, las armas establecidas y delineadas para el gran sello de la nación en decreto de la misma fecha, sin alteración ni mudanza alguna; y guarnecerá toda la extremidad del paño que forma la bandera una orla encarnada de seis pulgadas de ancho.

Bandera parlamentaria

Bandera parlamentaria. Un paño blanco de las mismas medidas que el antecedente guarnecido por la extremidad con una orla azul celeste de seis pulgadas de ancho y un ramo de oliva al través de una espada colocada en el centro, unidos ambos bajo el punto del contacto con una corona de laurel.

Bandera de comercio

Bandera de comercio. Un paño azul celeste de las dimensiones anteriores, Orlando de blanco, de seis pulgadas de latitud, y colocada en el centro de una cruz blanca. Los gallardetes de los mismos colores que las banderas.

De estas la primera se considera como la nacional y de uso general. Como distintivo de su persona el generalísimo José María Morelos usó otra bandera con la imagen de la Virgen, a la que agregó una insignia de azul y blanco con un águila coronada sobre un cactus, además de un puente de tres arcos con las letras «V. V. M.» que significaban «Viva la Virgen María», escudo que estaba inspirado en el escudo oficial del gobierno. Además otros componentes de los ejércitos insurgentes como fueron los corsarios, usaron también una bandera con los colores blanco, azul y rojo en franjas verticales. El primer empleo oficial de los colores actuales (verde, blanco y rojo) solo se dio en la bandera del ejército unificado de Las Tres Garantías que comandaba Agustín de Iturbide.

Bandera nacional de guerra del Congreso de Anáhuac (1815).
Bandera parlamentaria del Congreso de Anáhuac (1815).
Bandera de comercio y gallardete del Congreso de Anáhuac (1815).
Gran Sello adoptado por el Supremo Gobierno Mexicano, por decreto del 3 de julio de 1815.

Fuera de las banderas oficiales se sabe que el gobierno insurgente uso otras varias banderas en forma oficial, entre ellas una blanca que lleva una Cruz de Borgoña de color azul celeste que junto a un estandarte Guadalupano sirvió para llevar a cabo los juramentos y reuniones de la Suprema Junta Nacional Americana o Suprema Junta Gubernativa de América, esa bandera es parte de los trofeos de guerra que guardaba el Museo del Ejército de España hasta 2010, cuando con con motivo del bicentenario se regresaron al país. 
Durante la guerra, las llamadas fuerzas insurgentes no siempre estuvieron en contra de que Fernando VII fuera su gobernante, por eso no era inusual que usaran banderas con la cruz de Borgoña como su enseña. 
Adicionalmente están las llamadas banderas tricolores, que usaron una combinación muy familiar de colores, en la forma y orden hoy conocido, un ejemplo de eso es la llamada bandera Siera usada por fuerzas de Nicolás Bravo, quien usaba, como se dijo antes, una enseña con la imagen de la Virgen de Guadalupe como símbolo de toda su tropa. 
De esas primeras banderas tricolores destaca la llamada bandera veterana del Batallón Patria, este batallón fue organizado por el insurgente Valeriano Trujano en 1810 y combatió hasta 1847 en Chapultepec, esta bandera se distingue por ser la primera que combina un escudo con un águila mexicana y los tres colores.

Bandera con cruz de Borgoña en un azul celeste, color no reglamentario, usada por la Junta de Zitácuaro.
Bandera Siera o de Zongolica la bandera tricolor más conocida y que se cree es el origen de los colores nacionales.
Bandera veterana del Batallón Patria, primera con un águila mexicana y los tres colores nacionales, proporción original 1:1.

#### Bandera Trigarante
Las fuentes historiográficas consideran a esta la primera bandera nacional oficial, la «Bandera Trigarante», de las Tres Garantías o del Ejército Trigarante; fue en realidad la enseña de las fuerzas armadas realistas e insurgentes que se unieron bajo el llamado Plan de Iguala el 24 de febrero de 1821. Su diseño fue obra de Agustín de Iturbide y confeccionada en Iguala por el sastre José Magdaleno Ocampo, en las mismas fechas que se elaboró el documento independentista. La bandera fue ideada por Iturbide atendiendo al símbolo de aquellos postulados que esperaba, fueran las garantías para un punto de cohesión de los bandos antagonistas desde 1810; estos eran la religión católica, la independencia respecto a España y la unión entre los distintos grupos sociales novohispanos. Si bien no existe un documento de la época que asigne un color distintivo a cada garantía, tanto fuentes posteriores como contemporáneas respaldan la narrativa tradicional de verde por la independencia, blanco a la religión, y rojo a la unión.
Esta bandera que aún se conserva, es cuadrada y se forma por tres franjas de igual grosor que la cruzan diagonalmente, cada franja tiene un color y se ordenan de izquierda a derecha y abajo hacia arriba de la forma siguiente, el blanco, verde y rojo, con una estrella de seis picos cada una de los colores verde, rojo y blanco en las franjas ya indicadas, al centro tiene un óvalo de color blanco con una corona imperial a cuyo alrededor se pueden leer las palabras, «RELIGIÓN, YNDEPEND, UNIÓN, REGIMIENTO YNFANTERIA» (sic). 
Una segunda versión de esta bandera se compone de tres franjas diagonales, ordenadas de izquierda a derecha en blanco, verde y rojo, con estrellas doradas al centro de cada sección, sin inscripciones y corona. Ambos emblemas encabezaron la entrada del ejército trigarante a la Ciudad de México el 27 de septiembre de 1821; aunque ninguno de los dos modelos permaneció como bandera luego de la independencia, una variación de la segunda, es actualmente parte de los emblemas navales de Armada de México.

Bandera Trigarante.
Versión de la bandera trigarante sin inscripción y corona.

### México independiente

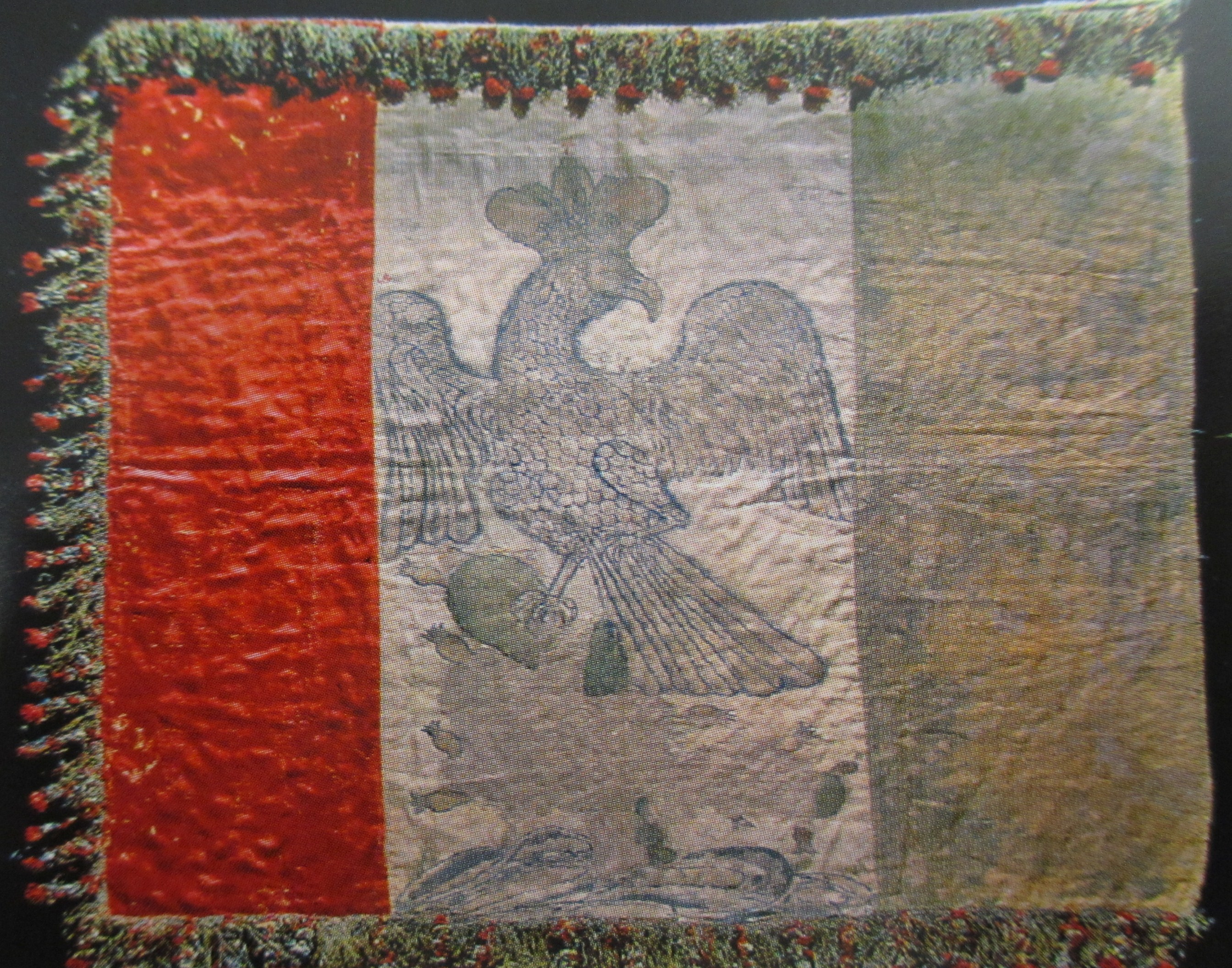
Bandera con la que se juró el Imperio mexicano de Iturbide en San Juan Bautista (hoy Villahermosa) en el estado de Tabasco, México, en 1822. Museo Nacional de Historia.

#### Primer Imperio Mexicano

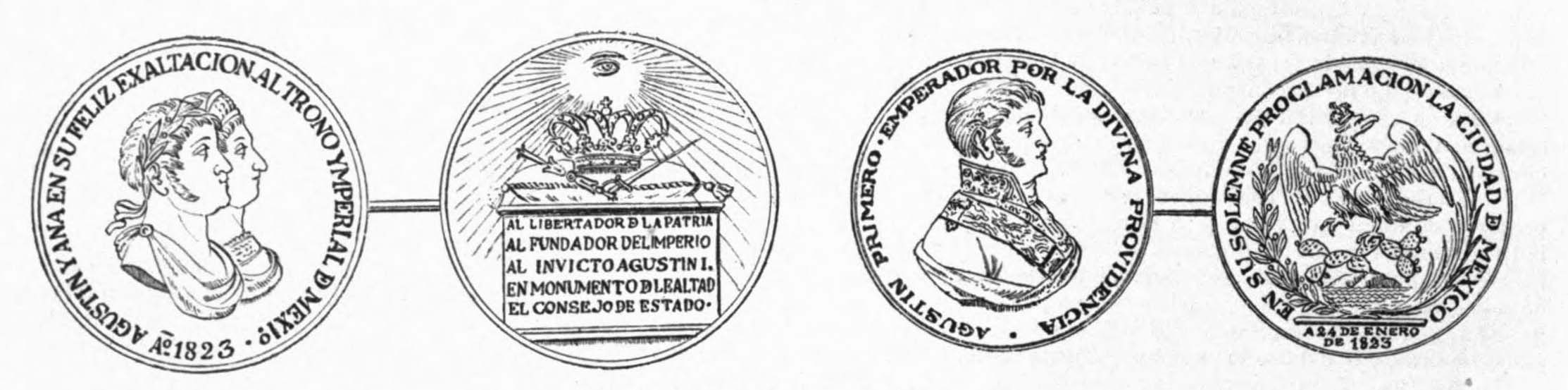
Dibujo de las medallas de la juramentación como emperador de Agustín de Iturbide, la primera acuñada por Francisco Gordillo por orden del Consejo de Estado.

El 2 de noviembre de 1821 la Junta Provisional Gubernativa emitió la ordenanza número 254 titulada «Se designa el escudo de armas del Imperio, y los colores de su pabellón», que declaraba:

Enterada la soberana junta provisional gubernativa de este imperio, de lo que expuso V. E. de orden de la regencia con fechas 6 y 16 del inmediato Octubre, manifestando la necesidad de determinar el escudo de armas imperiales, y los sellos que deben servir para la autenticidad de ciertos papeles, y la que hay también de fijar el pabellón nacional, ha resuelto lo primero: que las armas del imperio para toda clase de sellos, sea solamente el nopal nacido de una peña que sale de la laguna, y sobre él parada, en el pié izquierdo, una águila con corona imperial. Lo segundo: que el pabellón nacional y banderas del ejército deberán ser tricolores, adoptándose perpetuamente los colores verde, blanco y encarnado en fajas verticales, y dibujándose en la blanca una águila coronada; todo en la forma que presenta el adjunto diseño.

La mención a las fechas del mes anterior da cuenta del debate interno en la Junta acerca de los símbolos que darían oficialidad al gobierno del nuevo país; el órgano colegiado nombró en comisión a Manuel Sota Riva, Francisco Manuel Sánchez de Tagle, Pedro Jose Romero de Terreros para encargarse del diseño de las insignias imperiales. Esta comisión escuchó diversas propuestas, siendo la del propio Iturbide la que mayor aceptación logró: colocar las franjas diagonales del blasón trigarante en posición vertical, todas del mismo tamaño; reubicar los colores en orden verde, blanco y rojo; y colocar en la franja blanca el símbolo del mito fundacional de Tenochtitlan, que había adquirido un alto grado de popularidad y representatividad en los 300 años de dominio colonial. El diseño estaba inspirado en varias de las interpretaciones surgidas en el periodo virreinal, por lo que no se ajustaba del todo a las representaciones más antiguas, era sencillamente un águila coronada con las alas abiertas, posada sobre un nopal en un islote surgido de un lago. El 7 de enero de 1822 se emitió el decreto definitivo de las «características del Escudo y Sello nacional», además de las características de la primera bandera que serviría en el Primer Imperio Mexicano.
Aunque el escudo es similar al utilizado hoy en día, el escudo de 1822 no tiene una serpiente en su pico y presenta además una corona, que representa el imperio, otra característica de esa bandera era su forma cuadrada más que alargada como luego se adoptaría. Algunas variantes de esta bandera, que aparecieron en este periodo, incluyen la bandera naval con el patrón tricolor, pero solo con el águila con la corona en la cabeza. Dejó de usarse luego de la abolición del imperio.

Bandera del Primer Imperio mexicano  (1821-1823)
Pabellón naval  (1821-1823)

#### Bandera de las primeras repúblicas
El 10 de abril de 1823, en virtud de ya estar establecida la república, el secretario del interior José Ignacio García, solicitó al Congreso Constituyente modificar los símbolos nacionales por no ser acordes al sistema republicano; se formó una comisión integrada por Fray Servando Teresa de Mier, Juan Orbegozo y Manuel Montes y Arguelles; aunque los órganos republicanos que sustituyeron a los monárquicos, tenían la convicción de eliminar todo registro de la existencia del Imperio, en el caso de la bandera y el escudo, se encontraron con la enorme popularidad de la enseña y la urgencia de elaborar un sello oficial que no variara de manera absoluta. Sin embargo de forma inicial, la comisión había propuesto reinstalar la bandera del Congreso de Anáhuac; sin embargo, diputados cercanos a Iturbide, convencieron al pleno legislativo del simbolismo en los colores de las «Tres Garantías», que daban cuenta de la importancia de la consumación de la independencia, en detrimento de la enseña del gobierno insurgente de José María Morelos, que había caído en su misión independentista. 
Por ello la determinación del congreso fue realizar ligeros ajustes únicamente al escudo, preservando el diseño básico de la bandera con las franjas y colores del modelo ideado por Iturbide. El nuevo esbozo del escudo, elaborado por el grabador José Mariano Torreblanca, suprimía la corona de la cabeza del águila, pero agregaba una culebra, un ramo de encino y otro de laurel, como signo de la república y cuya tradición que aún se conserva en la bandera actual, esta insignia fue oficializada por decreto del Congreso Constituyente el 14 de abril de 1823.

Decreto. Escudo de Armas y Pabellón Nacional.

14 de abril de 1823
El soberano congreso constituyente mexicano, a consecuencia de la consulta de gobierno, de 9 de corriente, sobre si ha de variarse o no el escudo de armas y pabellón nacional, se ha servido decretar.
1º.- Que el escudo sea al águila mexica, parada en el pie izquierdo, sobre un nopal que nazca de una peña entre las aguas de la laguna, y agarrando con el derecho una culebra en actitud de despedazarla con el pico; y que orlen este blasón dos ramas, la una de laurel, y la otra de encina, conforme el diseño que usaba el gobierno de lo primeros defensores de la independencia.

2º.- Que en cuanto al pabellón nacional, se esté al adoptado hasta aquí, con la única diferencia de colocar el águila sin corona, lo mismo que deberá hacerse en el escudo.(Sic)

Esta bandera nunca fue suprimida o cambiada en forma oficial por los gobiernos republicanos de México, tanto los de corte federalistas como centralistas entre 1823 y 1880, aunque en la práctica existieron multitud de diseños, tamaños y hasta disposiciones de color, por ejemplo la bandera del Batallón de San Blas tiene los colores rojo y verde intercambiados, otro cambio menor pero que aún causa controversias, ocurrió durante la revolución de Ayutla y la guerra de Reforma los grupos liberales mostraban al águila mirando hacia el color verde, a la izquierda del observador, para diferenciarse de los grupos conservadores, en cuyos escudos las águilas miraban al rojo o a la derecha, tal y como era oficialmente.

Bandera de la Primera República Federal (1823-1835)
Bandera de la República Centralista (1835-1846)
Bandera republicana con águila afrancesada, usada entre 1846 a 1880. Nótese que mira a la derecha y se le relaciona con el Partido Conservador.
Bandera republicana con águila afrancesada, usada entre 1846 a 1880. Nótese que mira a la izquierda relacionada con el Partido Liberal.

#### Segundo Imperio mexicano
Luego de la caída de la Ciudad de México en el contexto de la invasión francesa, la Regencia del Imperio Mexicano, el grupo conservador que restableció la monarquía, modificó mediante un decreto el 20 de septiembre de 1863, el escudo nacional, sin embargo tanto la bandera como el emblema dentro de ella permanecieron tal como fueron usados por el gobierno conservador durante la guerra de Reforma.
Establecido el emperador Maximiliano I, se emitió un nuevo decreto el 1 de noviembre de 1865 para modificar el escudo, que en esta ocasión sí haría parte de la bandera, de hecho se establecieron seis banderas oficiales, un pabellón imperial, una de guerra, una nacional, una mercante, un gallardete de marina y la bandera de los cuerpos del ejército. La que fungía como enseña nacional guardó las dimensiones, colores y distribución de la tradicional bandera mexicana, con el añadido del escudo nacional enmarcado en los signos heráldicos de la Dinastía Habsburgo. Sin embargo, la limitada área de dominio del Segundo Imperio Mexicano y la poca difusión de estos emblemas evitó su uso generalizado, por lo que esta versión de la bandera fue solo oficial en aquellos territorios con control efectivo del imperio.

”MAXIMILIANO, EMPERADOR DE MEXICO:

Visto lo determinado en el Art. 78 del Estatuto.
DECRETAMOS
El Escudo de armas del Imperio es de forma oval y campo azul: lleva en el centro el águila del Anáhuac, de perfil pasante, sostenida por un nopal, soportado por una roca inundada de agua, y desgarrando la serpiente: la bordura es de oro, cargada de los ramos de encina y laurel, timbrado con la corona imperial: por soportes tiene los dos Grifos de las armas de Nuestros mayores, mitad, la parte superior negra y la inferior de oro; y por detrás en sotuer el cetro y la espada: está rodeada del collar de la Orden del Águila Mexicana, y por divisa: “Equidad en la Justicia”. Todo conforme al modelo que se acompaña, señalado con el número 1.
Los colores del pabellón nacional son: el verde, el blanco y rojo, colocados paralelamente a la asta en el mismo orden en que se enumeran y en iguales dimensiones cada uno.
Los adornos del Imperial son, el Escudo de armas sobre el color blanco, y cuatro águilas sobre el nopal, coronadas, en los cuatro ángulos del pabellón.
El de guerra no tiene más adorno que el águila coronada sobre el nopal en el centro del color blanco.
Para que la forma sea regular y una sola, se cuidará dar a los pabellones a lo largo dobles dimensiones que a lo ancho; a las banderas de los cuerpos iguales dimensiones a lo largo que a lo ancho, y que el gallardete sea veinte veces más largo que ancho en su nacimiento, como se pone a la vista por medio de los diseños adjuntos a este decreto, en la estampa marcada como número 2.
Nuestro Ministro de Estado queda encargado de la ejecución de este decreto.

Dado en México, a 1o. de noviembre de 1865.-MAXIMILIANO…(Sic)

De este decreto el llamado «pabellón imperial» es el que se conoce comúnmente como la bandera del segundo imperio pero era solo para uso de los emperadores y solo se usaba cuando estaban presentes; El llamado «nacional» por su parte es poco conocido pero se componía de una bandera tricolor sobre la cual se colocaba al centro de la franja blanca el escudo del imperio o un poco más comúnmente se dejaba sin el escudo; La llamada «bandera de guerra» era muy parecida a la bandera oficial del primer imperio, solo que tenía el águila de frente como se usaba al centro del escudo del imperio; la «bandera mercante» y el «gallardete de Marina» era para general de los navíos civiles, mercantes y de la armada imperial, tenía el civil el escudo nacional y el de la marina armada el escudo de guerra, dicho de paso la Armada Imperial fue prácticamente inexistente. Caso aparte es el caso de la bandera o pabellón para los cuerpos del ejército que son cuadradas, mientras el resto tenían la proporción de (1:2). Obviamente este decreto no duro más que el imperio y solo se aplicó donde su poder llegó.

Bandera del Segundo Imperio mexicano (1865-1867)
Estandarte Imperial del Segundo Imperio mexicano
Bandera de guerra del Segundo Imperio mexicano (1865-1867)
Bandera y gallardete para uso en embarcaciones de la Armada Imperial.
Bandera y gallardete para uso en embarcaciones civiles y mercantiles del Imperio.

#### Bandera juarista o republicana
Durante la resistencia republicana contra la invasión francesa y el imperio, y sin llegar entonces a ser oficial, se empleó una bandera cuyo escudo modificaba la tradicional posición adosada e invertida (afrancesada) de las alas del águila, por una postura de alas plenamente extendidas; esta versión denominada «águila juarista o republicana», tenía como simbolismo práctico, distinguirse del águila imperial, siendo alegoría de la libertad del pueblo. La enseña fue retomada, aunque nunca oficializada, luego de la restauración republicana en 1867 y se usó de manera habitual hasta 1880.

Bandera de la República Restaurada (1867-1880).

#### Banderas porfiristas
Entre 1823 y 1880, oficialmente siguió en uso la bandera definida en el decreto del 14 de abril de 1823, pero en una infinita multitud de variaciones tanto del escudo como de tonalidades en los colores y dimensiones; por eso, luego de salir triunfante del Plan de Tuxtepec, el entonces presidente Porfirio Díaz se dio a la tarea de normalizar el caótico uso de la bandera y el escudo, emitiendo un decreto que en buena medida reguló el uso y el modelo del escudo, pero olvidó la bandera la cual poco a poco se fue regularizando. 
Por eso el entonces Secretario de Instrucción Pública Carlos Diez Gutiérrez hizo saber por medio de una circular que estaba en vigor el decreto del 14 de abril de 1823, y que debía usarse ese escudo como el oficial, esta circular del 30 de diciembre de 1880 fue un poco ambigua, ya que no existía un modelo conocido del original, por lo cual se dio la encomienda al artista Tomás de la Peña el diseño de un modelo de escudo, su esbozo no se apartó mucho del modelo general afrancesando que se venía usando desde 1823, ese diseño se usó con algunas variaciones hasta 1916. 
En 1898 se dio a conocer otro diseño que no se apartaba mucho del anterior, se dice que incluso era un poco más germánico que afrancesado, el diseño fue obra de Juan de Dios Fernández y al usarse cerca de las festividades del Centenario de la Independencia Mexicana se le conoció popularmente como el «Águila del Centenario».

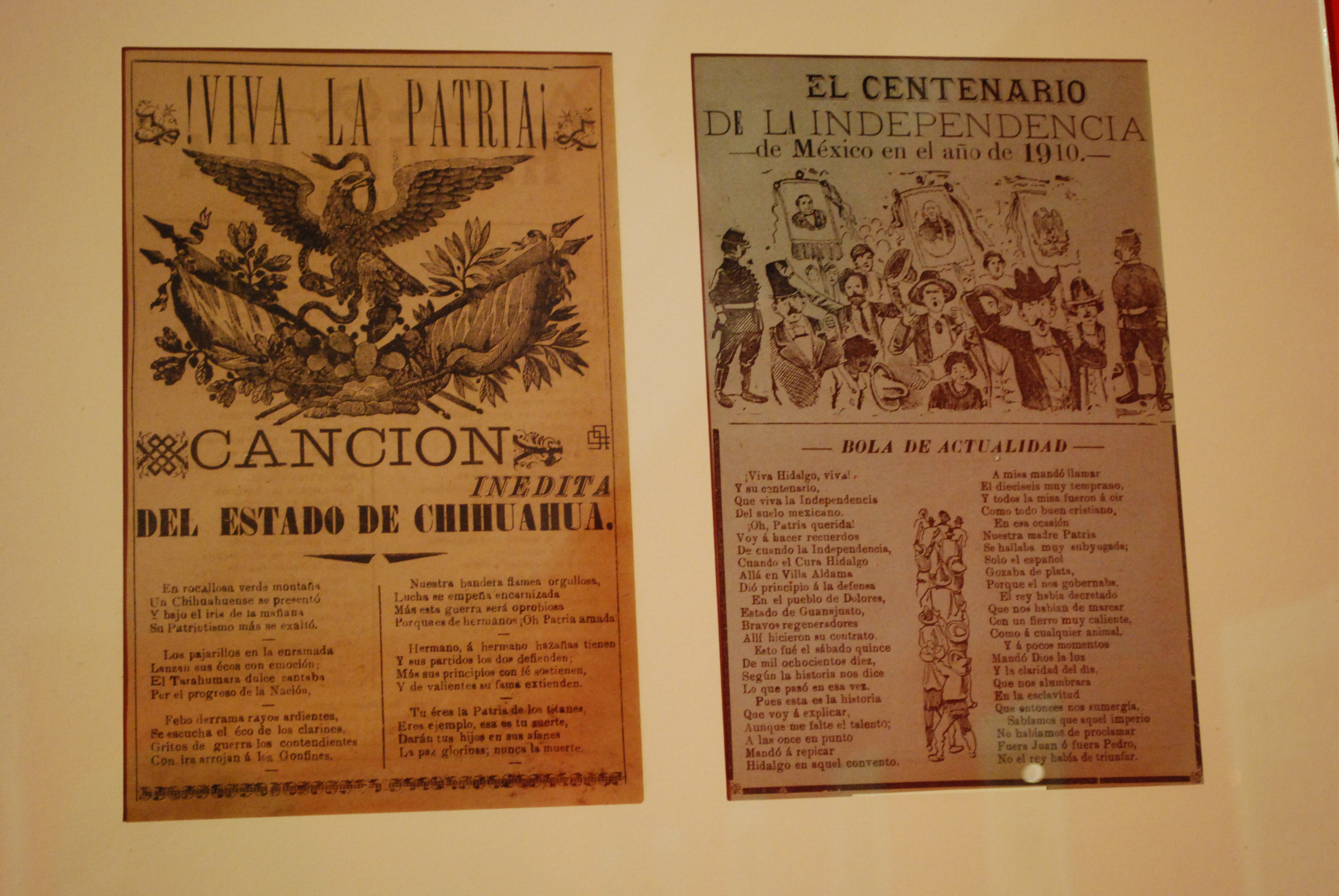
Propaganda de las festividades del Centenario. Nótese el águila con las alas extendidas y que se usó profusamente durante el Porfiriato.

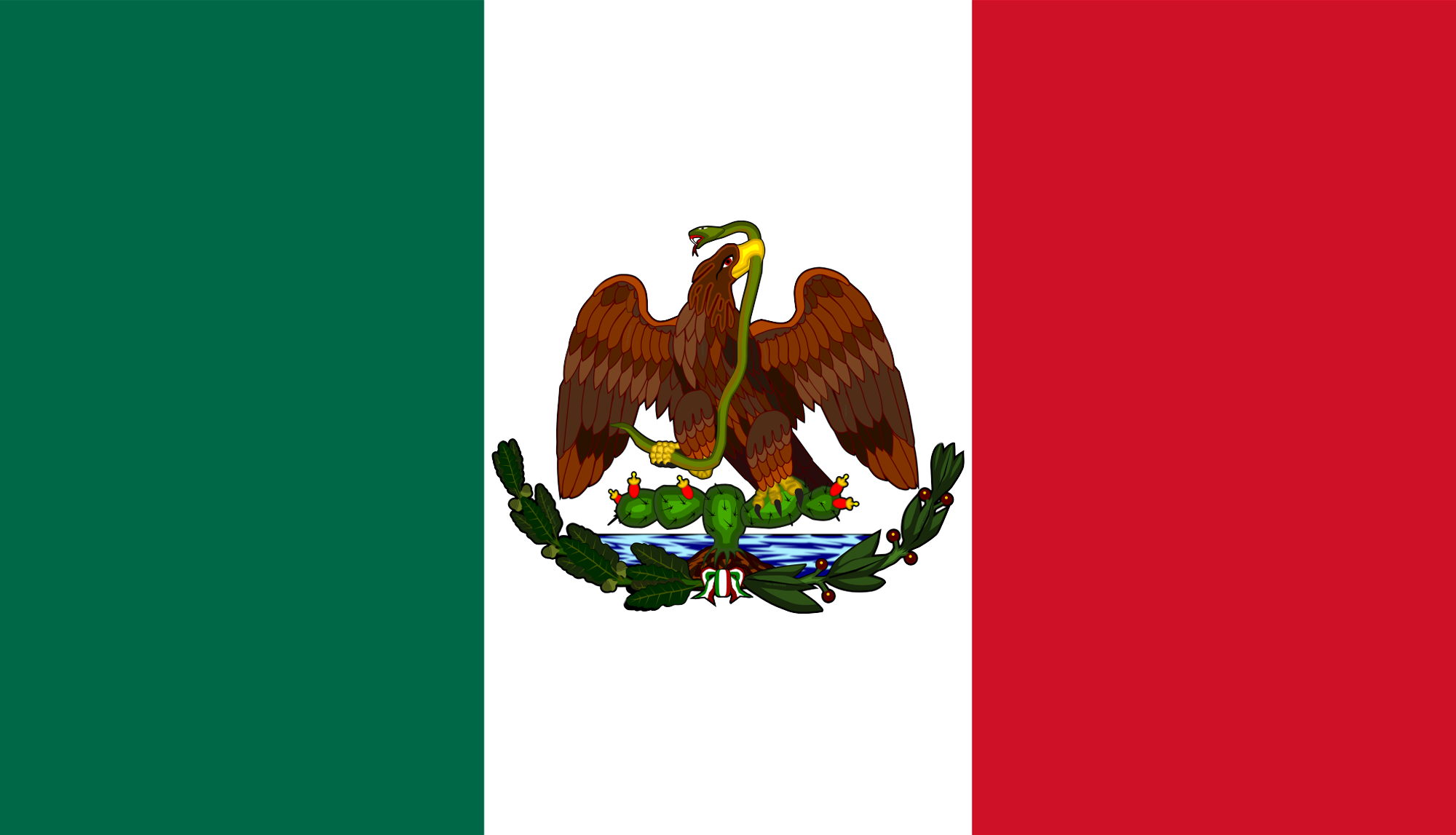
Bandera porfirista con el escudo de Tomás de la Peña (1880-1898).
Bandera porfirista con el escudo de Juan de Dios Fernández (1898-1916).

#### Bandera carrancista
Luego de que en 1914 mediante el Plan de Guadalupe, Venustiano Carranza desconociera el gobierno de Victoriano Huerta, formó el llamado Ejército Constitucionalista; el cual de principio siguió usando banderas de la época porfirista, mismas que usaba el Ejército Federal que era leal a Huerta. Tratando de distinguir a sus fuerzas se dio a la tarea de crear un nuevo escudo el cual fue oficializado hasta el 20 de septiembre de 1916, por medio de un decreto, este edicto solo modificó el escudo, mientras la bandera no recibía ninguna modificación o definición de su forma, aunque ya se usaba más alargada que cuadrada; además de esto como nunca se depositó el llamado «Escudo Modelo», no se definió la forma oficial de la bandera y se usaron al menos dos escudos de manera formal. 
No obstante, este suceso resultó significativo, pues se trató de la primera modificación profunda o radical al diseño original de Iturbide de 1821, ya que  desde entonces el águila, coronada o no, envuelta en signos heráldicos, con o sin serpiente, siempre se había mostrado en la misma posición, con el cuerpo de frente; en esta ocasión el proyecto corrió a cargo de Antonio Gómez Rodríguez, quien pintó al ave con las alas abiertas y levantadas, la cola baja y extendida, parada con la pata izquierda sobre un nopal, mientras que con la otra garra sujeta una serpiente de cascabel en actitud de despedazarla con el pico, rodeada por lo bajo de ramas de encina y laurel entrelazadas por una cinta, y como mayor innovación, su cuerpo estaba de perfil mirando a la izquierda con la cabeza inclinada.

Bandera carrancista (1916-1934).

#### Bandera institucional

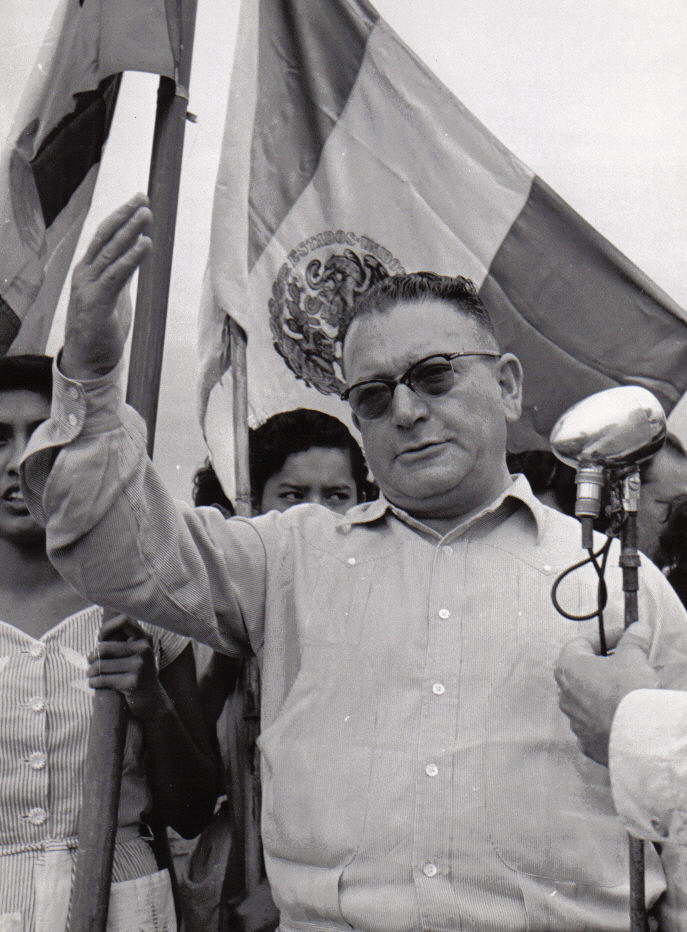
Fotografía de Miguel Henríquez Guzmán, candidato del Partido Constitucionalista Mexicano en 1952. Nótese al fondo la bandera con el sello en vez del escudo.

El inconveniente burocrático de no haber hecho la autentificación del escudo elaborado en 1916 por Antonio Gómez Rodríguez, ante el Instituto Nacional de Bellas Artes, como estaba contemplado, ocasionó la misma discrepancia en los diseños del escudo durante varios años, en banderas oficiales, comerciales, civiles, monedas, medallas e incluso en obras artísticas en las que se le representó. En 1934 se encomendó a Jorge Enciso un diseño basado en el de Gómez Rodríguez, que a la vez integrara elementos generales de los representaciones originales del escudo.
No obstante, al oficializarse un nuevo escudo para uso exclusivo en banderas por el decreto del 5 de febrero de 1934, no se dijo nada sobre la bandera por lo que esta siguió sin una forma oficial, aunque ese mismo año si se le dio un día oficial para su conmemoración, llamado entonces como “Día de la Bandera y Escudo Nacional” y que se celebra desde entonces cada 24 de febrero. Como antes por diferentes situaciones las banderas usadas entre 1934 y 1968 variaron mucho en cuanto al escudo usado, para principio de cuentas se le había suprimido el círculo exterior al escudo oficial, y los colores de la bandera no se habían normalizado y menos aun las dimensiones, aunque para 1960 ya era habitual usarse las proporciones de cuatro partes de ancho por siete de largo (4:7).

Bandera con el escudo oficial de 1934 a 1968.
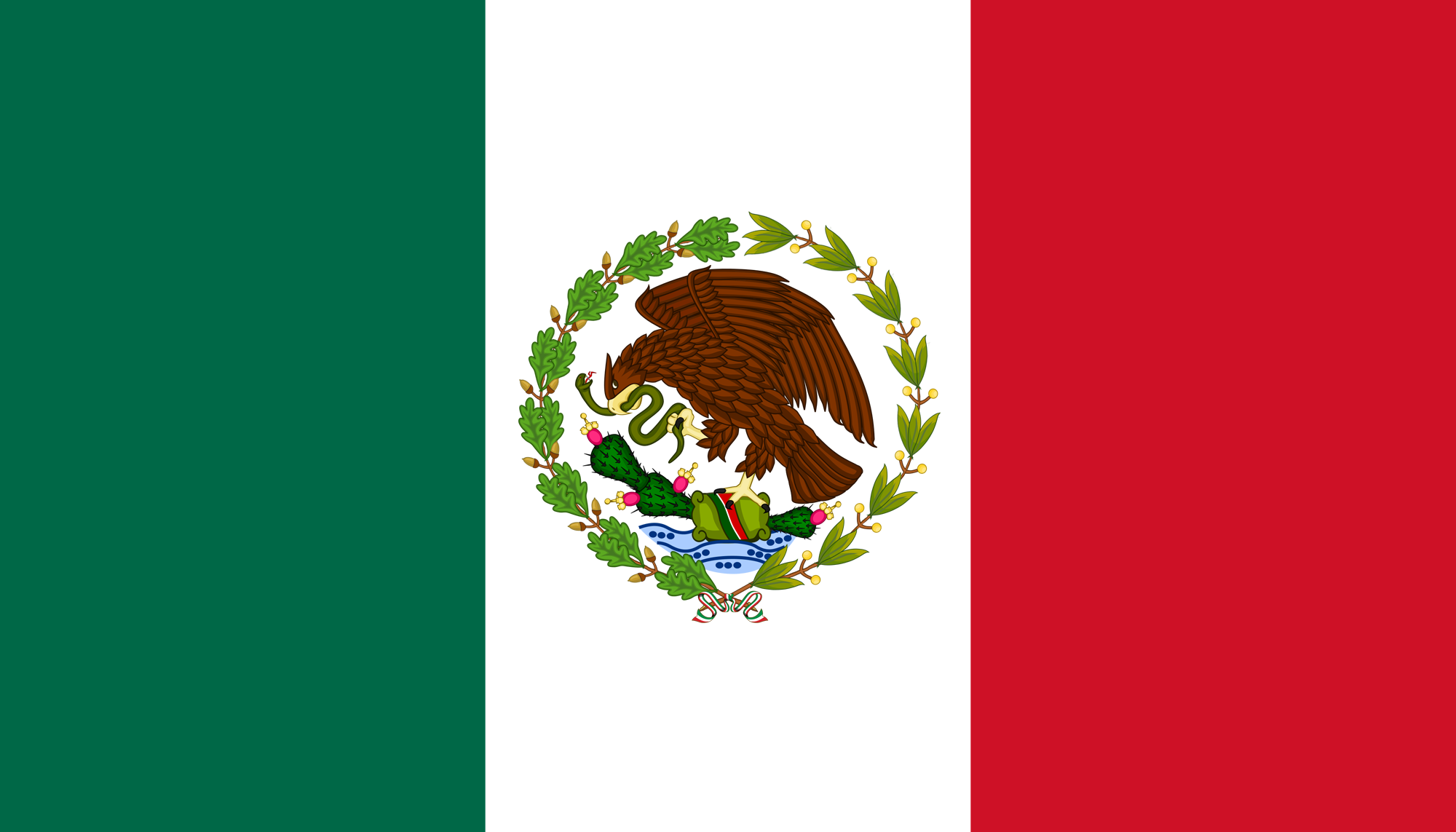
Versión de la bandera con las ramas formando un círculo completo en el escudo de Jorge Enciso (1934-1968).
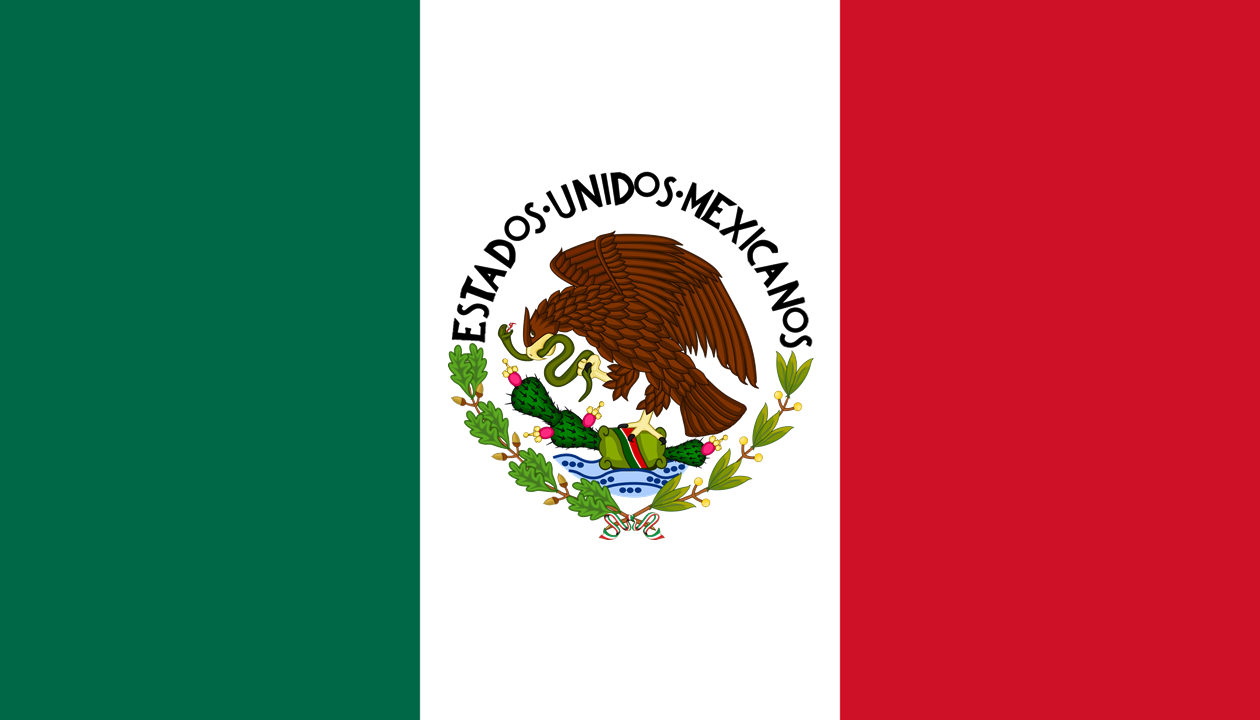
Bandera con el sello oficial de 1934 a 1968.

#### Bandera actual
La bandera actual, llamada la «Cuarta Bandera Nacional», fue la primera cuya regulación alcanzó el grado de ley, acompañada de los otros dos símbolos patrios, contó por fin con un marco normativo que regulaba sus medidas, rasgos, protocolos y restricciones. La «Ley sobre las características y el uso del Escudo, la Bandera y el Himno Nacionales», fue aprobada por el congreso el 23 de diciembre de 1967 y publicada en el «Diario Oficial de la Federación» el 17 de agosto de 1968, esa bandera ya tenía oficialmente las proporciones de (4:7) pero hasta el 24 de febrero de 1969 siguió usando el modelo de escudo de 1934 aunque con muchos cambios.
El nuevo escudo que se usa hasta la actualidad, fue obra de los arquitectos Pedro Moctezuma Díaz Infante y Francisco Eppens Helguera, su diseño se diferenciaba sobre todo del modelo de 1934, en el uso de elementos más cercanos a las representaciones en códice del mito tenochca (esencialmente el Códice Mendoza), por ejemplo un glifo náhuatl para representar el lago, el cual es adornado con glifos de caracoles y joyas, un plumaje más estilizado y una serpiente más expresiva. 
Pero como el caso anterior su representación tuvo problemas, de principio, no se previó un modelo de escudo para las banderas de uso civil, lo que más fue observado desde entonces, fue como se debía representar el escudo en el adverso, por eso en 1984 se creó una nueva ley, que tampoco definió la forma de representar el escudo al adverso, esa ley con cambios y adiciones posteriores es la vigente hasta hoy, es la llamada «Ley sobre el Escudo, la Bandera y el Himno Nacionales».
Una posible razón para el rediseño de la «Cuarta Bandera Nacional» en 1968 fue que la Ciudad de México era la anfitriona de los juegos de la XIX Olimpiada. En el mismo período, la bandera tricolor sin el escudo que era utilizada por México como su emblema mercante y fue legalmente suprimida. La razón fue que sin el Escudo Nacional, la bandera era prácticamente igual a la bandera italiana.

Reverso de la bandera de México.

Desde 1984 hubo un debate acerca de cómo debería ser mostrado el escudo al reverso de la bandera, para lo cual hubo un cambio a la ley que gobierna el uso de la bandera, para permitir que el águila fuera mostrada de perfil derecho en el reverso de la bandera nacional. El decreto publicado el martes 9 de mayo de 1995 establece la reforma al segundo artículo de la Ley sobre el Escudo, la Bandera y el Himno Nacionales indicando:

CAPITULO SEGUNDO

De las características de los Símbolos Patrios
… Cuando el Escudo Nacional se reproduzca en el reverso de la Bandera Nacional, el águila mexicana se presentará posada en su garra derecha, sujetando con la izquierda y el pico la serpiente curvada. (Párrafo adicionado DOF 9-5-1995) …

## Resumen histórico
En el siguiente cuadro se muestra un resumen de las banderas oficiales e históricas desde 1810.
| Evolución de la bandera de México |                    | |
| Años                              | Bandera nacional   | Información |
| 1810                              |                    | Diseño básico de las llamadas banderas gemelas de Allende, que incorporan el primer escudo nacional conocido. |
| 1815                              |                    | Bandera nacional de guerra de México como fue dada en el decreto del 14 de julio de 1815 por el Supremo Gobierno Mexicano. |
| 1821 a 1823                       |                    | Primera bandera nacional. Utilizada durante el Primer Imperio mexicano de Agustín de Iturbide, según Orden de la Soberana Junta Provisional Gubernativa del 2 de noviembre de 1821, que establece «que el pabellón nacional y banderas del ejército deberán ser tricolores, adoptándose los colores verde, blanco y encarnado en franjas verticales, y dibujándose en la blanca una águila coronada», nótese que el escudo no lleva una serpiente ni una corona de ramas de laureles u olivas. |
| 1823 a 1864                       |                    | Segunda bandera nacional. Utilizada a partir del 14 de abril de 1823 con el establecimiento de la Primera República Federal, al pabellón y la bandera no se modifican, solamente el escudo de armas, quitándole la corona al águila y poniéndole laureles y olivos para representar la República. |
| 1864 a 1867                       |                    | (1.2) Bandera nacional del Segundo Imperio mexicano, en forma oficial se adoptó esta forma de bandera para el uso común el 1 de noviembre de 1865. |
| 1846 a 1879                       |                    | Modelo de algunas de las banderas no oficiales usadas entre 1846 y 1879 tanto por grupos federalistas como monárquicos, nótese la forma afrancesada del escudo y las palabras “REPÚBLICA MEXICANA” muy usual entre ambos grupos, esta bandera muestra la forma como la presentaban los conservadores mirando a la derecha. |
| 1846 a 1857                       |                    | Modelo de algunas de las banderas no oficiales usadas entre 1846 y 1857 por grupos liberales y federalistas, nótese la forma afrancesada del escudo, las palabras “REPÚBLICA MEXICANA” y la vista del águila hacia la izquierda de la bandera. |
| 1867 a 1880                       |                    | Bandera de la república restaurada de 1867, usando la denominada «águila juarista o republicana». |
| 1880 a 1899                       |                    | El presidente Porfirio Díaz hizo cambios al escudo de armas el 30 de diciembre de 1880. |
| 1899 a 1916                       |                    | (4:7) Nuevo cambio de Díaz al escudo de armas. El escudo es el llamado “águila del centenario”. |
| 1916 a 1934                       |                    | (4:7) El presidente Venustiano Carranza, con el fin de romper con el régimen de Díaz, realiza cambios al escudo nacional, poniendo el águila de perfil, con la intención de homogeneizar su uso en la República, a través del decreto del 20 de septiembre de 1916. El diseño del emblema fue obra de Antonio Gómez Rodríguez. |
| 1934 a 1968                       |                    | (4:7) Se establece la primera legislación para los símbolos patrios el 5 de febrero de 1934. Se renueva el escudo nacional con base al diseño de Jorge Enciso. |
| 1968 a la Fecha                   | Bandera de México. | (4:7) Cuarta bandera nacional. Adoptada el 16 de septiembre de 1968, por el presidente Gustavo Díaz Ordaz. El escudo nacional fue diseñado por Pedro Moctezuma Díaz Infante y Francisco Eppens Helguera. |

### Otras banderas históricas

Bandera de la Cruz de Borgoña, enseña militar y naval de la Monarquía Hispánica  (1506-1701)
Pabellón naval de España (1701-1760)
Bandera de las plazas marítimas, castillos y defensas de las costas de los territorios españoles (1701-1771, prolongándose hasta 1793)
Pabellón naval de España desde 1785; usado en puertos y fuertes marinos desde 1793
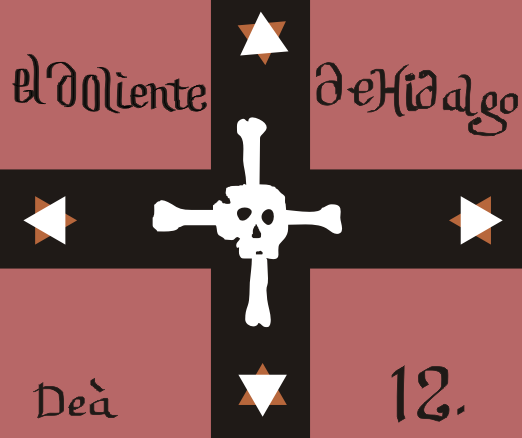
Bandera El Doliente de Hidalgo para vengar la muerte del Insurgente. Fue capturada por el ejército español en Zitácuaro, Michoacán, el 2 de enero de 1812.
Bandera de José María Morelos y Pavón (1812-1815)
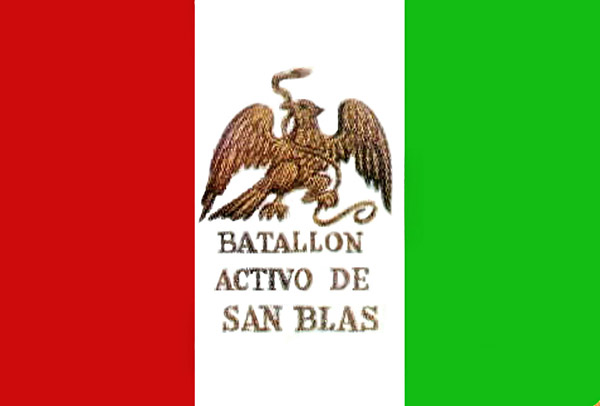
Bandera del Batallón de San Blas.
Bandera del Batallón de San Patricio. (1846-1847) Disuelto en 1850.
Bandera usada por el Ejército Cristero durante la Guerra Cristera. (1926-1929)

## Controversias sobre el uso de la bandera

### Convención de Aguascalientes
Durante la llamada Convención de Aguascalientes el general zapatista Antonio Díaz Soto y Gama se negó a firmar en una bandera nacional, como símbolo del pacto de todas las fuerzas participantes en la Revolución Mexicana, para defender con la vida los acuerdos que de ella emanaran. Su razonamiento dado en un discurso cuando pasó al frente para firmarla dijo, esencialmente, que la bandera tricolor era una invención de Agustín de Iturbide, y como este era símbolo y principal figura del imperialismo autoritario mexicano del siglo XIX (de corte conservador) contrario a los ideales libertarios y agraristas que Zapata defendía, casi al terminar su discurso tomó la bandera y jalándola con ambas manos pretendió rasgarla.
Inmediatamente el salón donde se realizaba la reunión quedó en silencio solo interrumpido por el sonido del martilleo de las armas de fuego de la gran mayoría de los presentes. Ante aquella reacción, como luego dijo uno de los presentes, las palabras del general:

... que habían comenzado en el rojo más profundo, pasaron al verde y terminaron en el blanco...

Sin embargo, el propio Soto y Gama resolvió la situación con un segundo discurso donde validaba la enseña nacional por «Haberse purificado con la lucha republicana durante la invasión francesa y el segundo imperio».

### Movimiento del 68
El 27 de agosto de 1968, se izó una pequeña bandera rojinegra en el asta de la bandera de la plaza de la Constitución y por lo cual el gobierno mexicano realizó unos días luego una ceremonia de reivindicación.

### Errores comunes sobre el diseño de la bandera

Banderas de México e Italia.

#### Confusión con la bandera italiana
Un error común es suponer que, al construir la bandera de México, simplemente se colocó el Escudo Nacional Mexicano en el centro de la franja blanca de la bandera de Italia. Sin embargo, Italia aún no existía como país independiente cuando México ya tenía su bandera. Por lo tanto, no hay forma de que la bandera de México esté basada en la bandera de Italia. En todo caso, la confusión también sucede debido a que algunas personas creen, incorrectamente, que la única diferencia existente entre las dos banderas es el escudo nacional presente en el tricolor mexicano.
Ambas banderas portan semejantes colores, pero en la bandera de México se utilizan tonos más oscuros de verde y rojo. Más importantes, aún, son las diferentes proporciones de longitud y anchura en cada bandera, lo cual les da un aspecto único. Mientras la bandera italiana mantiene una relación de aspecto de 2:3, la bandera de México tiene una de 4:7, que le da una apariencia más alargada.

#### Uso erróneo de los escudos de Enciso y Eppens
Otro error común en la representación de la bandera, es contemporáneo al desarrollo de las tecnologías de información, especialmente sitios en línea y creadores de contenido. La equivocación tiene que ver con la intención de presentar imágenes nítidas y de mayor calidad, basándose en obras anteriores a esta época. 
El primer desacierto viene con la bandera empleada entre 1934 y 1968, con el diseño del escudo de Jorge Enciso; diversos contenidos digitales y audiovisuales, en un intento por «modernizar» y «adecuar gráficamente» la bandera de dicha época, cometen un yerro anacrónico al cambiar el escudo. La modificación solo consiste en alargar las ramas de laurel y encino al actual diseño del escudo (Francisco Eppens en 1968), para formar un círculo y hacerlo pasar por el de Enciso (1934-1968). Pero es inexacta la divulgación de este modelo, porque aunque se apreciaran insustanciales, las diferencias son notables. El modelo de Jorge Enciso, primero contiene un águila con el plumaje en distinta orientación al águila de Francisco Eppens; segunda, Enciso no utiliza glifos para representar el lago de Texcoco, aunque si el islote, mientras para Eppens ese fue precisamente el detalle estético que se le solicitó para modificar el escudo, hacerlo cercano a las representaciones en códice; tercera, el escudo de Enciso fue ideado como una modificación del de Antonio Gómez de 1917, en tanto el de Eppens es un diseño inédito; cuarta, la más importante, el águila de Enciso inclina la cabeza, la de Eppens (tal como lo señala la misma ley) la mantiene erguida.
En este mismo sentido se produce una segunda errata, y es la divulgación de ese mismo modelo, pero como una representación de la bandera actual. Como ya se mencionó esto es incorrecto, pues se asume como la enseña vigente con un escudo donde las ramas de encino y laurel forman un círculo completo, dato falso frente a la descripción oficial de la ley, que establece específicamente la formación de un semicírculo inferior por los dos elemento vegetales ya mencionados; además cambia de forma indebida los tonos en los glifos y el listón que enlaza las ramas. El fallo, no es un tema menor, pues el propio ordenamiento legal prohíbe la modificación del escudo.

Diseño oficial del escudo para banderas, entre 1934 y 1968, de Jorge Enciso.
Diseño oficial del actual escudo, obra de Francisco Eppens.
Diseño erróneo usado para representar las banderas de 1934-68 y la actual, en medios digitales en el siglo XXI.

## Tipo de bandera para uso oficial y comercial
La bandera oficial o comercial regulada por los artículos 3 y 33 de la Ley sobre el Escudo, la Bandera y el Himno Nacionales, cuya característica básica es que debe llevar el escudo modelo que se ha reproducido por triplicado y depositado una réplica en el Archivo General de la Nación, otra en el Museo Nacional de Historia y otra réplica en la Casa de Moneda.

ARTÍCULO 3o.- La Bandera Nacional consiste en un rectángulo dividido en tres franjas verticales de medidas idénticas, con los colores en el siguiente orden a partir del asta: verde, blanco y rojo. En la franja blanca y al centro, tiene el Escudo Nacional, con un diámetro de tres cuartas partes del ancho de dicha franja. La proporción entre anchura y longitud de la bandera, es de cuatro a siete. Podrá llevar un lazo o corbata de los mismos colores, al pie de la moharra.

ARTÍCULO 33.- Los ejemplares de la Bandera Nacional destinados al comercio deben apegarse a lo establecido en el artículo 3.º de este ordenamiento.

Anverso de la bandera oficial.
Reverso de la bandera oficial.

## Tipo de bandera para uso civil
La bandera para uso civil, por otro lado, debe llevar el escudo a una tinta. Se entiende que es en fondo blanco con líneas negras para dibujar el escudo, pero no indica claramente si es una versión a un solo color del escudo modelo o es la versión a una tinta para reproducirse en papeles.

ARTÍCULO 32.- Las personas físicas podrán usar la Bandera Nacional en sus vehículos o exhibirla en sus lugares de residencia o de trabajo, siempre y cuando observen el respeto que corresponde a dicho Símbolo Patrio. En estos casos, la Bandera Nacional podrá ser de cualquier dimensión.

Bandera para uso civil.
Bandera para uso civil en tonos.

## Protocolo

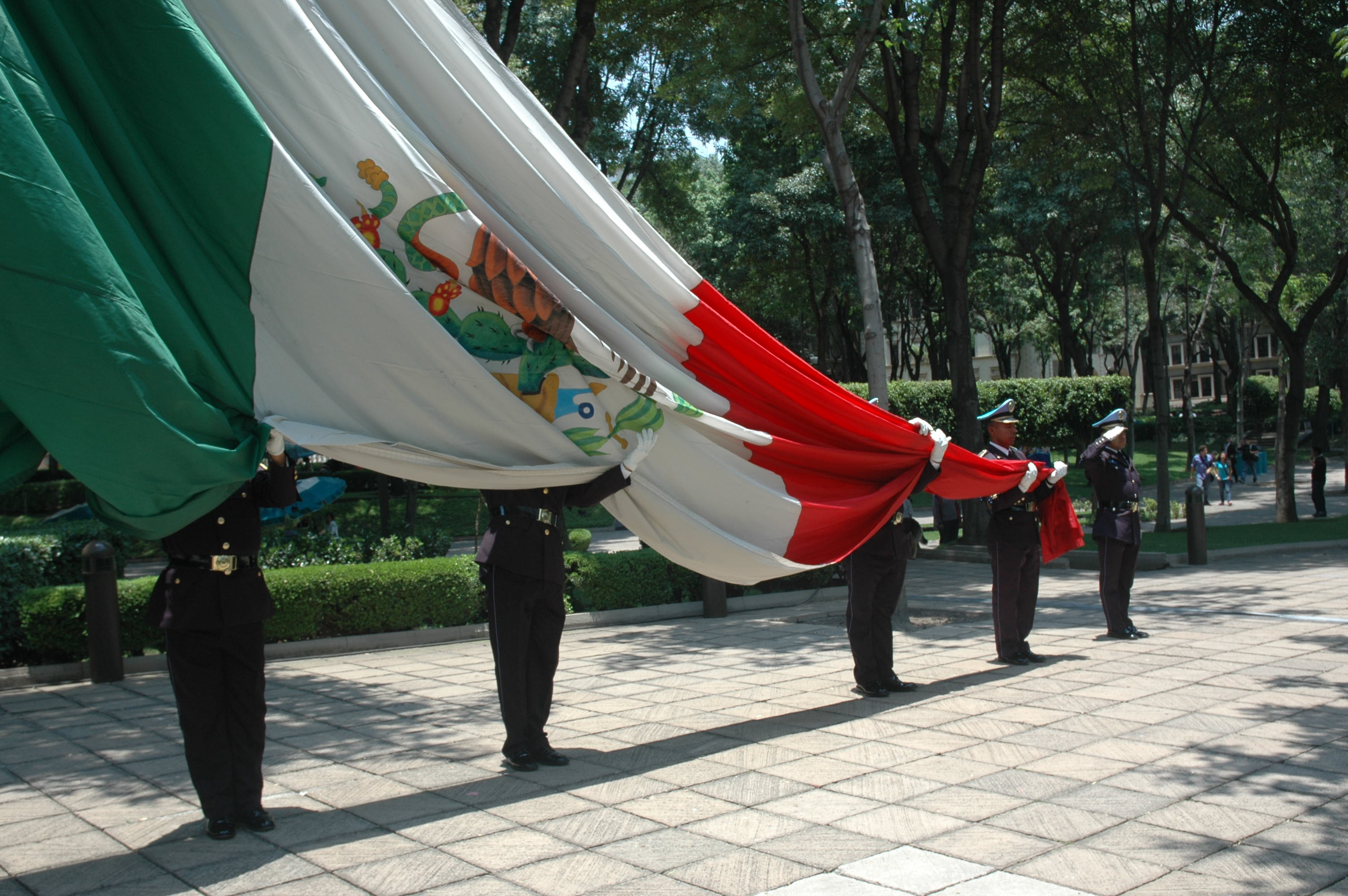
Izado de una bandera monumental durante una ceremonia en el Instituto Tecnológico y de Estudios Superiores de Monterrey, Campus Ciudad de México.

El conjunto de ceremonias, solemnidades y tratamiento a la bandera están regulados por la «Ley sobre el Escudo, la Bandera y el Himno Nacionales», así como los reglamentos expedidos por las secretarías de Educación, Relaciones Exteriores, Defensa Nacional, Marina y Gobernación, en el ámbito de sus funciones y eventos cívicos (o militares).

### Honores
En las festividades y ceremonias oficiales, la bandera es presentada (y despedida) con el «Toque de bandera», y posteriormente se le rinden honores con el himno nacional; estos deben ocurrir siempre antes de los que se le rindan a un individuo en el contexto de la ceremonia. Cuando la bandera desfila frente a un grupo de personas, quienes estén en uniforme militar deben presentar un saludo de acuerdo a sus regulaciones. Los civiles presentes deben hacer el siguiente saludo a la bandera nacional: de pie en firmes, el civil levanta su brazo derecho y coloca su mano derecha en el pecho, frente al corazón. La mano debe estar abierta y la palma de la misma hacia el piso. El saludo es conocido como el «saludo civil a la bandera nacional». Cuando el presidente se encuentra en calidad de Comandante Supremo de las Fuerzas Armadas, saluda a la bandera nacional con saludo militar. Cuando el Himno Nacional es tocado en la televisión para abrir o cerrar la programación diaria, la bandera debe ser mostrada al mismo tiempo.
El Art. 15 de la «Ley sobre el Escudo, la Bandera y el Himno Nacionales» señala que en los edificios de las Autoridades e Instituciones que prestan servicios educativos, deberá rendirse honores a la Bandera Nacional los lunes, al inicio de las labores escolares o en una hora que las propias Autoridades e Instituciones determinen en ese día, así como al inicio y fin del ciclo escolar.

Las autoridades educativas Federales, Estatales y Municipales, dispondrán que en las instituciones de enseñanza elemental, media y superior, se rindan honores a la Bandera Nacional los lunes, al inicio de labores escolares o a una hora determinada en ese día durante la mañana, así como al inicio y fin de cursos.

El Día de la Bandera en México se celebra el 24 de febrero. El mismo día de 1821, todas las partes combatientes en la guerra de Independencia, unieron sus fuerzas para formar el Ejército de las Tres Garantías como proponía el Plan de Iguala, creado por Agustín de Iturbide, declarando oficialmente a México como un país independiente. Tras Iturbide, fue el general Vicente Guerrero el segundo militar en jurar lealtad a la bandera nacional.
De acuerdo al Art. 11 de la Ley del Escudo, la Bandera y el Himno Nacionales, en los inmuebles de las autoridades que por sus características lo permitan, se deberán rendir honores a la Bandera Nacional con carácter obligatorio cada año, los días:
- 24 de febrero. Día de la Bandera.
- 15 y 16 de septiembre. Conmemoración del Grito de Independencia y Aniversario del inicio de la Independencia de México.
- 20 de noviembre. Aniversario del inicio de la Revolución mexicana.

La bandera solo podrá saludar, con una ligera inclinación, a una bandera nacional o extranjera, a los restos de los héroes nacionales, y de forma individual al presidente de la república o un jefe de estado extranjero en una ceremonia de recepción en visita oficial.

### Izamiento
De acuerdo al Art. 15 y 18 de la «Ley del Escudo, la Bandera y el Himno Nacionales», en los edificios sede de las autoridades y de las representaciones diplomáticas y consulares de México en el extranjero; así como en los edificios de las autoridades e instituciones que presten servicios educativos y médicos; en las oficinas migratorias, aduanas, capitanías de puerto, aeropuertos, y en plazas públicas que las propias autoridades determinen dentro de su territorio, deberá izarse la bandera nacional conforme a dicha disposición en las siguientes fechas:
A toda asta en las fechas y conmemoraciones siguientes:
| Fecha            | Ocasión | Ref.   |
| ---------------- | --- | ------ |
| 16 de enero      | Nacimiento de Mariano Escobedo (1826).                                                                                          |        |
| 21 de enero      | Nacimiento de Ignacio Allende (1769).                                                                                           | [ 63 ] |
| 26 de enero      | Nacimiento de Justo Sierra (1848).                                                                                              |        |
| 1 de febrero     | Apertura del segundo período de sesiones ordinarias del Congreso de la Unión                                                    |        |
| 5 de febrero     | Promulgación de las constituciones de 1857 y 1917.                                                                              | [ 64 ] |
| 19 de febrero    | Día del Ejército Mexicano | [ 65 ] |
| 24 de febrero    | Día de la Bandera |        |
| 1 de marzo       | Proclamación del Plan de Ayutla (1854).                                                                                         |        |
| 18 de marzo      | Aniversario de la expropiación petrolera (1938).                                                                                |        |
| 21 de marzo      | Nacimiento de Benito Juárez (1806).                                                                                             |        |
| 26 de marzo      | Promulgación del Plan de Guadalupe durante la revolución mexicana en 1913,                                                      |        |
| 2 de abril       | Aniversario de la Toma de Puebla (1867).                                                                                        |        |
| 1 de mayo        | Día del Trabajo . |        |
| 5 de mayo        | Aniversario de la victoria sobre el ejército francés en Puebla en 1862                                                          |        |
| 8 de mayo        | Nacimiento de Miguel Hidalgo y Costilla, iniciador de la Independencia de México (1753).                                        |        |
| 15 de mayo       | Toma de Querétaro por las fuerzas de la república, la cual provocó la caída del Segundo Imperio Mexicano (1867).                |        |
| 1 junio          | Día de la Marina Nacional. |        |
| 21 de junio      | Victoria de las armas nacionales sobre el Imperio (1867).                                                                       |        |
| 13 de agosto     | Firma de los Tratados de Teoloyucan en 1914.                                                                                    |        |
| 19 de agosto     | Instalación de la Suprema Junta Nacional Americana en Zitácuaro, en 1811.                                                       |        |
| 1 de septiembre  | Apertura del primer período de sesiones ordinarias del Congreso de la Unión.                                                    |        |
| 11 de septiembre | Victoria sobre el ejército español en Tampico en 1829.                                                                          |        |
| 14 de septiembre | Incorporación de Chiapas como un Estado Federal en 1824.                                                                        |        |
| 15 de septiembre | Conmemoración del Grito de Dolores (grito de independencia).                                                                    |        |
| 16 de septiembre | Aniversario del inicio de la Independencia de México, en 1810.                                                                  |        |
| 27 de septiembre | Aniversario de la Consumación de la Independencia (1821).                                                                       |        |
| 30 de septiembre | Nacimiento de José María Morelos (1765).                                                                                        |        |
| 12 de octubre    | Día de la Raza. |        |
| 18 de octubre    | Nacimiento de Servando Teresa de Mier (1765).                                                                                   |        |
| 22 de octubre    | Aniversario de la constitución del Ejército Insurgente Libertador en 1810.                                                      |        |
| 23 de octubre    | Día Nacional de la Aviación. |        |
| 24 de octubre    | Día de las Naciones Unidas. |        |
| 30 de octubre    | Nacimiento de Francisco I. Madero (1873).                                                                                       |        |
| 6 de noviembre   | Promulgación del Acta Solemne de la Declaración de Independencia de la América Septentrional por el Congreso de Anáhuac (1813). |        |
| 20 de noviembre  | Inicio de la revolución mexicana (1910).                                                                                        |        |
| 23 de noviembre. | Día de la Armada de México. |        |
| 29 de diciembre  | Nacimiento de Venustiano Carranza, (1859).                                                                                      |        |
| Diciembre        | El día de la Clausura de Sesiones del Congreso Mexicano.                                                                        |        |

A media asta en las fechas y conmemoraciones siguientes:
| Fecha            | Motivo | Ref.          |
| ---------------- | --- | ------------- |
| 14 de febrero    | Muerte de Vicente Guerrero (1831).                                                                                 | [ 66 ]        |
| 22 de febrero    | Muerte de Francisco I. Madero (1913).                                                                              | [ 67 ]        |
| 28 de febrero    | Muerte de Cuauhtémoc, último Tlatoani mexica (1525).                                                               |               |
| 10 de abril      | Muerte de Emiliano Zapata (1919).                                                                                  | [ 68 ] [ 69 ] |
| 21 de abril      | Aniversario de la gesta heroica de la Defensa del Puerto de Veracruz (1914).                                       |               |
| 2 de mayo        | Muerte de los pilotos de la Fuerza Aérea Expedicionaria Mexicana durante la Segunda Guerra Mundial (1945).         |               |
| 21 mayo          | Muerte de Venustiano Carranza (1920).                                                                              |               |
| 22 mayo          | Muerte de Mariano Escobedo (1902).                                                                                 |               |
| 17 de julio      | Muerte del general Álvaro Obregón (1928).                                                                          |               |
| 18 de julio      | Muerte de Benito Juárez (1872).                                                                                    |               |
| 30 de julio      | Muerte de Miguel Hidalgo y Costilla (1811).                                                                        |               |
| 12 de septiembre | Conmemoración del sacrificio del Batallón de San Patricio durante la Intervención estadounidense en México (1847). |               |
| 13 de septiembre | Sacrificio de los Niños Héroes durante la Batalla de Chapultepec (1847).                                           |               |
| 19 de septiembre | Conmemoración de los sismos de 1985 y 2017                                                                         |               |
| 2 de octubre     | Aniversario de los caídos en la lucha por la democracia de la Plaza de las Tres Culturas en Tlatelolco, en 1968    |               |
| 7 de octubre     | Conmemoración del sacrificio del Senador Belisario Domínguez (1913).                                               |               |
| 22 de diciembre  | Muerte de José María Morelos (1815).                                                                               |               |

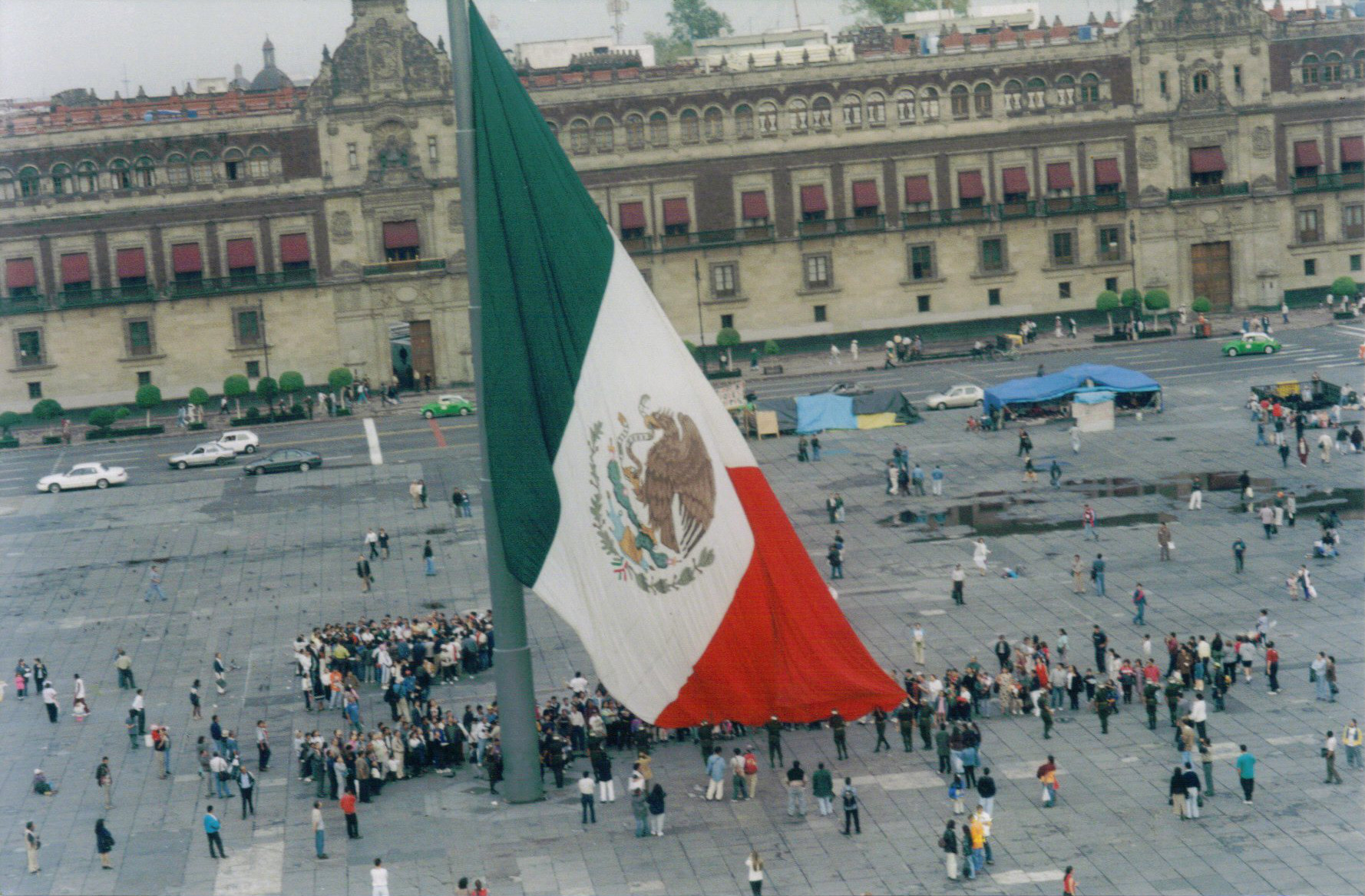
Ceremonia de izamiento de la bandera monumental en la plaza de la Constitución a las 06:00 horas (UTC-06:00).
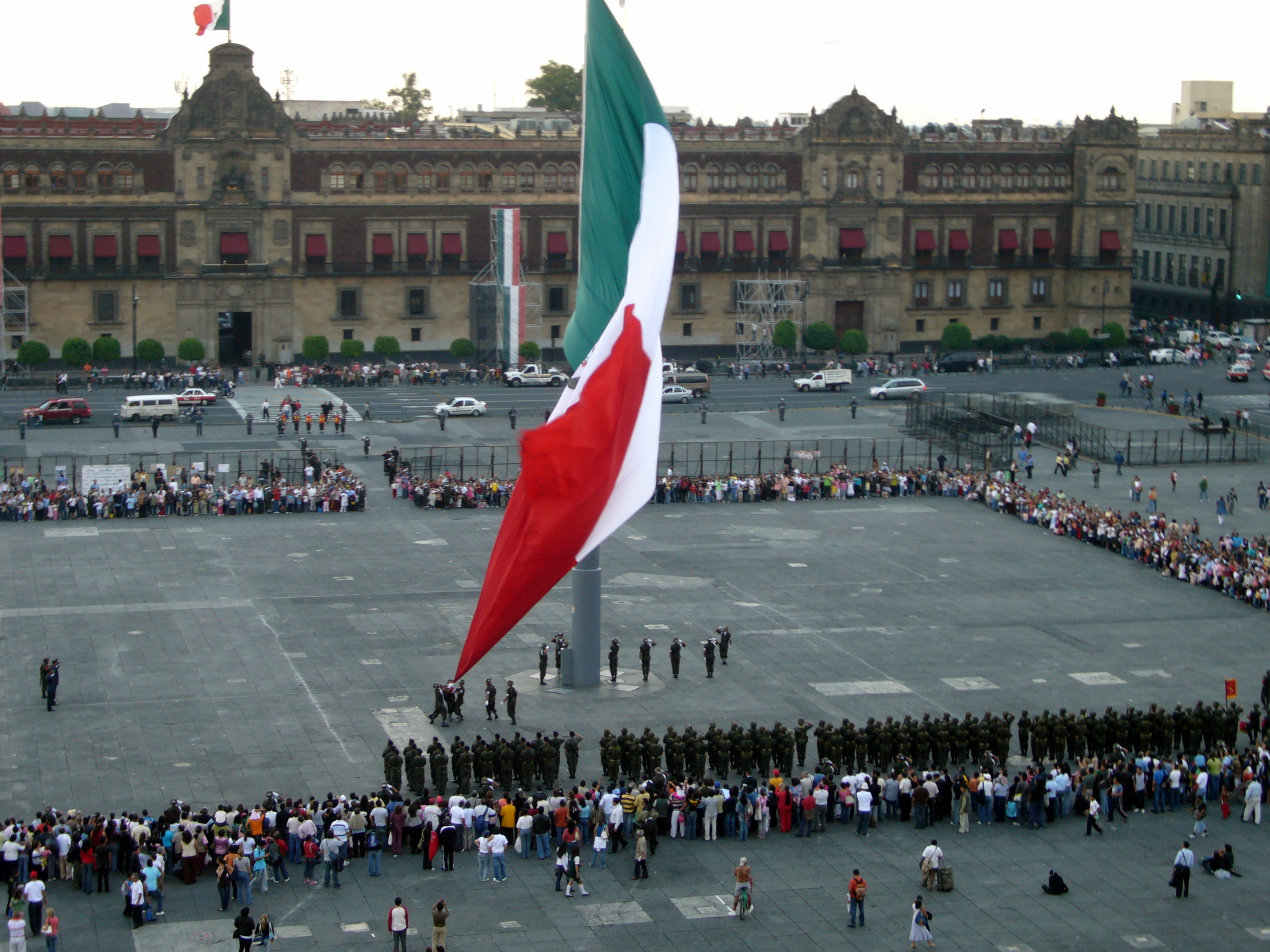
Ceremonia de arriamiento de la bandera monumental en la plaza de la Constitución a las 18:00 (UTC-06:00).

Adicionalmente, conforme a lo expresado en el Art. 19 de la Ley sobre el Escudo, la Bandera y el Himno Nacionales, en cualquier momento, el presidente de la república puede emitir un decreto para izar la bandera a media asta en honor a la muerte de una personalidad importante del gobierno mexicano, de la sociedad mexicana, jefe de Estado extranjero o un acontecimiento trágico de gran escala.

### Abanderamiento

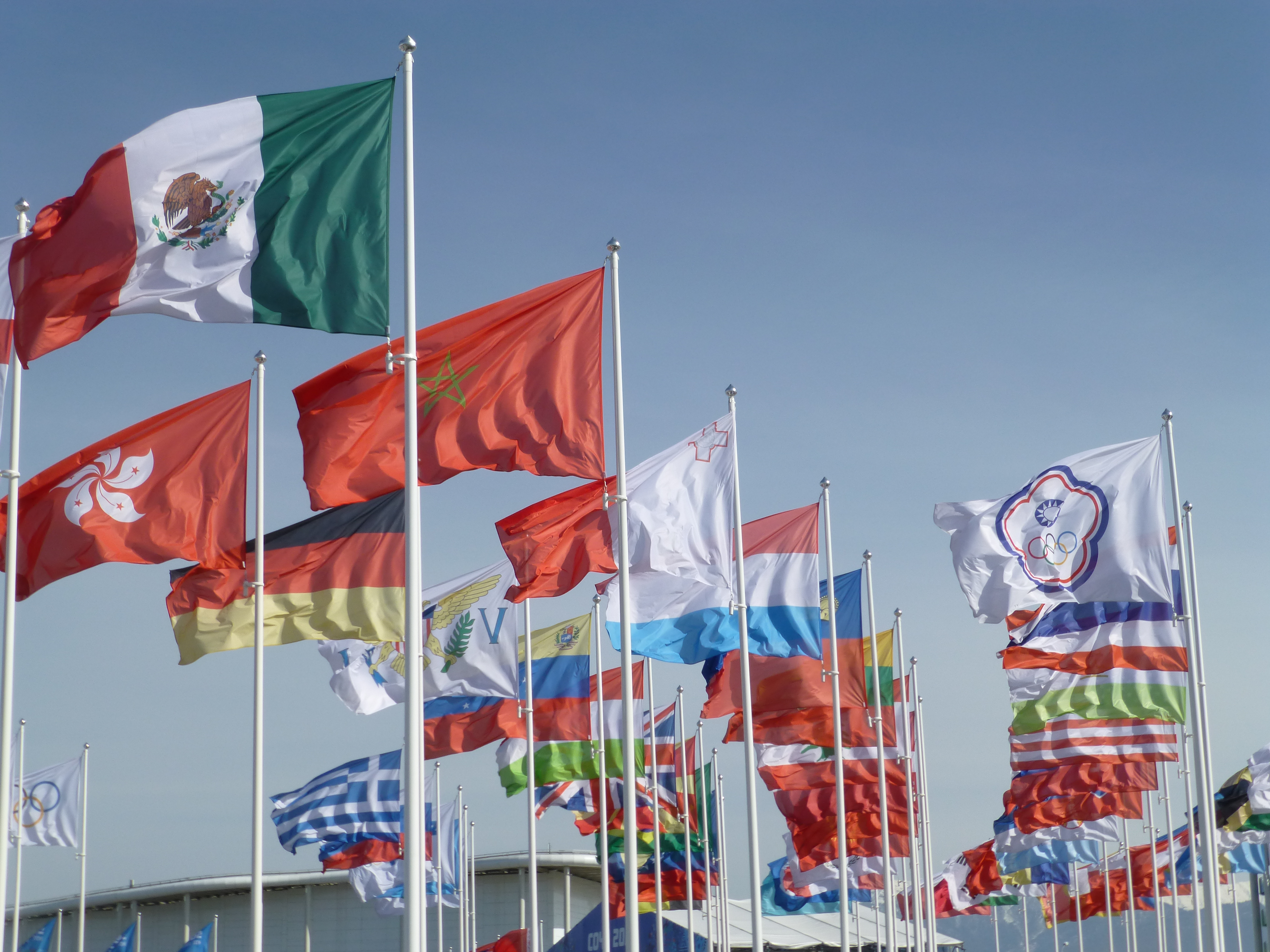
Bandera de México durante los Juegos Olímpicos de Sochi 2014. La justa deportiva es uno de los eventos significativos en los que se abandera a una delegación mexicana.

Una particularidad del protocolo mexicano con respecto a la bandera es el llamado «Abanderamiento», el presidente entrega una bandera a un grupo representativo del país en eventos internacionales de corte deportivo, cultural, entre otros, por medio de una escolta formada por miembros de la delegación (elegidos por sus propios compañeros) para que la porten en las ceremonias respectivas; Esta ceremonia está regulada y no solo se limita a grupos deportivos y civiles, ya que cualquier grupo de personas que realizan una actividad lícita pueden pedir ser abanderados, obviamente su abanderamiento puede ser realizado por diferentes personajes del gobierno mexicano pero siempre bajo la autorización del presidente de México. Estas ceremonias se describen en los artículos 25 a 30 de la ley.

### Toma de protesta de la bandera
La fórmula para la toma de protesta (entrega) de una bandera a una institución está en el artículo 25 de la Ley sobre el Escudo, la Bandera y el Himno Nacionales. La autoridad empieza:

Ciudadanos: Vengo en nombre de México, a encomendar a vuestro patriotismo, esta bandera que simboliza su independencia, su honor, sus instituciones y la integridad de su territorio. ¿Protestáis honrarla y defenderla con lealtad y constancia?

La escolta a la que se le entregará la bandera contesta:

Sí, protesto.

La autoridad prosigue:

Al concederos el honor de ponerla en vuestras manos, la Patria confía en que, como buenos y leales mexicanos, sabréis cumplir vuestra protesta.

Acto seguido la bandera se entrega al director o representante de la institución quien se la dará al abanderado.

### Juramento a la Bandera
Este es el juramento que se recita en las escuelas del país:

¡Bandera de México!,
legado de nuestros héroes
símbolo de la unidad
de nuestros padres
y de nuestros hermanos,
te prometemos ser siempre fieles
a los principios de libertad y justicia
que hacen de nuestra Patria
la nación independiente,
humana y generosa
a la que entregamos nuestra existencia.

### Toque de bandera
En el ceremonial cívico se entona la letra de este poema, mientras en el protocolo militar y oficial únicamente es tocada la nota musical con trompetas y tambores, en ambos casos para presentar a la bandera escoltada; aunque en el caso oficial y militar se usa alternadamente al comienzo del himno cuando se hacen honores a una bandera izada. La letra fue escrita por Xóchitl Angélica Palomino Contreras, mientras que la música es obra de Juan Pío Manzanares.

Se levanta en el mástil mi bandera

Como un sol entre céfiros y trinos,
Muy adentro en el templo de mi veneración
Oigo y siento contento latir mi corazón.
Es mi bandera la enseña nacional
Son estas notas su cántico marcial
Desde niños sabremos venerarla
Y también por su amor vivir.
Almo y sacro pendón que es nuestro anhelo
Como rayo de luz se eleva al cielo
Inundando a través de su lienzo tricolor
Inmortal, nuestro ser, de fervor y patrio honor.
Es mi bandera la enseña nacional
Son estas notas su cántico marcial
Desde niños sabremos venerarla

Y también por su amor vivir.

### Canto a la bandera

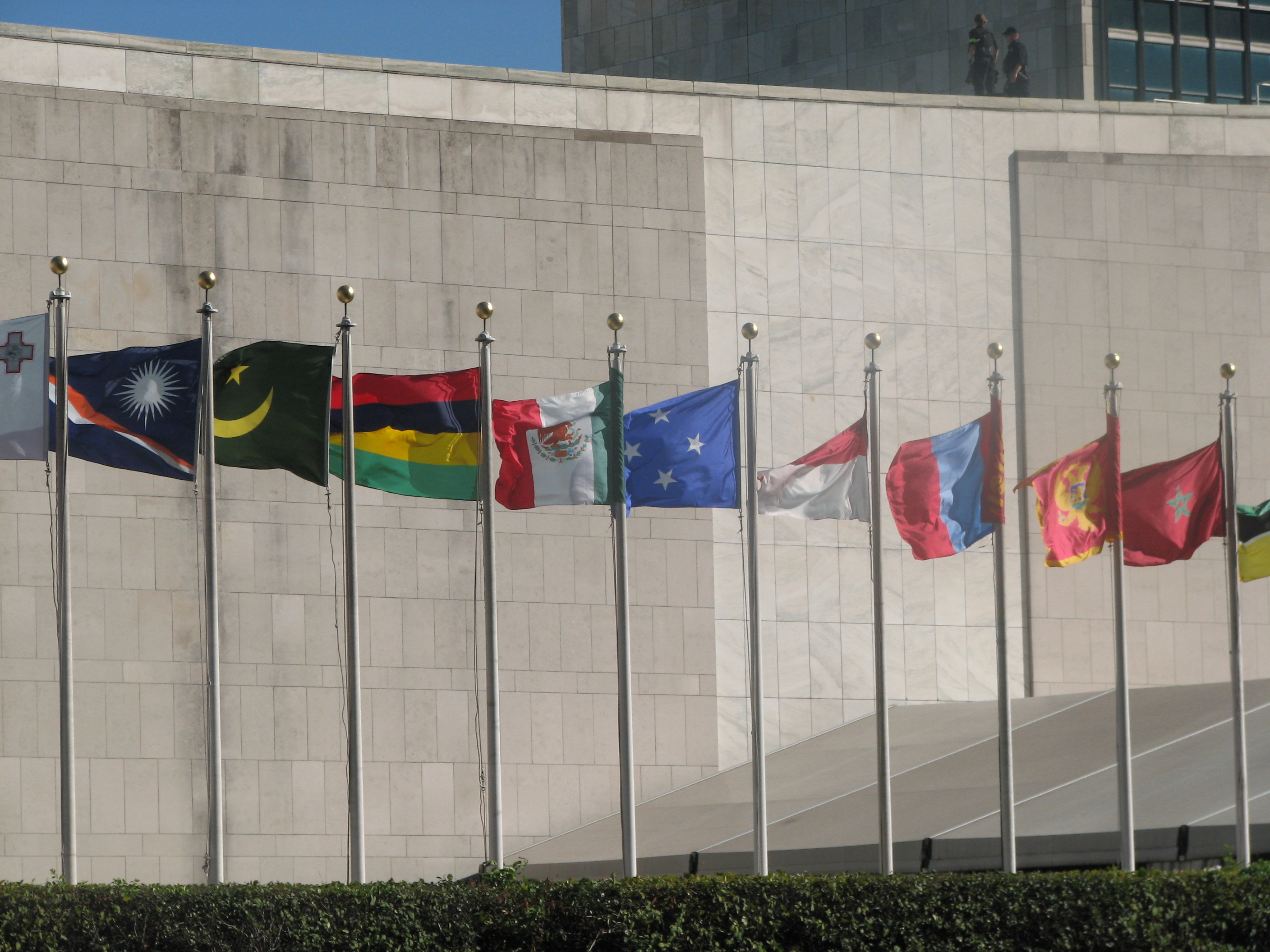
Bandera de México ondeando en la sede de la ONU.

Durante el izamiento de una bandera monumental, en el contexto de ceremonias protocolarias o militares, este es el canto que se entona (letra de Rafael López y música de Julián Carrillo):
| (Coro) ¡Oh Santa Bandera! de heroicos carmines, suben a la gloria de tus tafetanes, la sangre abnegada de los paladines, el verde pomposo de nuestros jardines, la nieve sin mancha de nuestros volcanes. ¡Oh Santa bandera! I En plácidas brisas, tu símbolo hoy muestra: progreso, trabajo, civilización. Y al ver que la Patria te encumbra en su diestra, con el alma toda como a madre nuestra, nosotros te alzamos sobre el corazón. (Coro...) | II Si tornan las luchas de ayer a tu planta sobre nuestros ojos de sombra cubiertos tus almos colores entonces levanta como buena madre, fiel Bandera santa envuelve la frente de tus hijos muertos. (Coro...) |

## Variantes autorizadas de la bandera

Ejemplo de bandera con inscripción

En general no existen variantes de la bandera para uso exclusivo de algún personaje o entidad pública o privada en el país, excepto por las instituciones castrenses, pero en la «Ley sobre el Escudo, la Bandera y el Himno Nacionales» se establece una salvedad general en el artículo siete.

Previa autorización de la Secretaría de Gobernación, las autoridades, las instituciones o agrupaciones y los planteles educativos, podrán inscribir en la Bandera Nacional sus denominaciones, siempre que esto contribuya al culto del Símbolo Patrio. Queda prohibido hacer cualquiera otra inscripción en la Bandera Nacional.

### Banda presidencial
La «Banda Presidencial» es uno de los símbolos de la presidencia de México (el único oficializado por la ley), consistente en una banda de tela formada por tres franjas correspondientes a los colores de la bandera mexicana, con el escudo nacional bordado con hilo de oro en el centro por encima de dichas franjas. Es usado de manera exclusiva por el titular del poder ejecutivo de México, quien la porta sobre el pecho de manera transversal desde el hombro derecho al costado izquierdo, uniendo los extremos a la altura de la cintura. Conforme la legislación mexicana es una forma de presentación de la bandera de México.
El diseño, y simbolismo de la Banda presidencial, está regulado por la Ley sobre el Escudo, Bandera e Himno Nacionales, que en su artículo 34 establece:

Artículo 34: La Banda Presidencial constituye una forma de presentación de la Bandera Nacional y es emblema del Poder Ejecutivo Federal, por lo que solo podrá ser portada por el Presidente de la República, y tendrá los colores de la Bandera Nacional en franjas de igual anchura colocadas longitudinalmente, correspondiendo el color de verde a la franja superior. Llevará el Escudo Nacional sobre los tres colores, bordado en hilo dorado, a la altura del pecho del portador, y los extremos de la Banda rematarán con un fleco dorado.

Además, la misma ley establece que debe de ser portada en las ceremonias de transmisión del poder ejecutivo federal, al rendir su informe de gobierno ante el Congreso de la Unión, en la conmemoración del Grito de Dolores cada día 15 de septiembre y al recibir las cartas credenciales de los embajadores acreditados ante el gobierno mexicano. También señala que se usará en las «ceremonias oficiales de mayor solemnidad», permitiendo cierta libertad al presidente para su uso.
La banda siempre debe portarse bajo el saco, a excepción del día de transmisión del poder ejecutivo, cuando tanto el presidente saliente como el entrante la portan sobre el saco, permitiendo que sea vista en toda su extensión, uno antes de entregarla y el otro después de recibirla. En esta ceremonia, después de que el presidente electo rinde su protesta de ley, el presidente saliente se quita la banda, la entrega al presidente del Congreso de la Unión y este a su vez la entrega al nuevo titular, quien se la coloca por sí mismo.
Cada presidente porta una banda propia, que es confeccionada siguiendo las medidas de su complexión física. En la ceremonia de traspaso del poder ejecutivo, el presidente saliente porta la banda confeccionada para el presidente entrante.

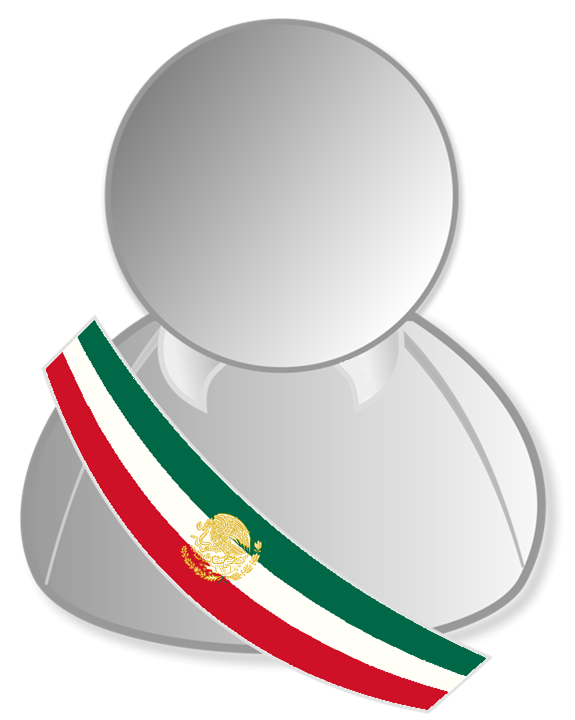
Actual diseño de la banda presidencial.
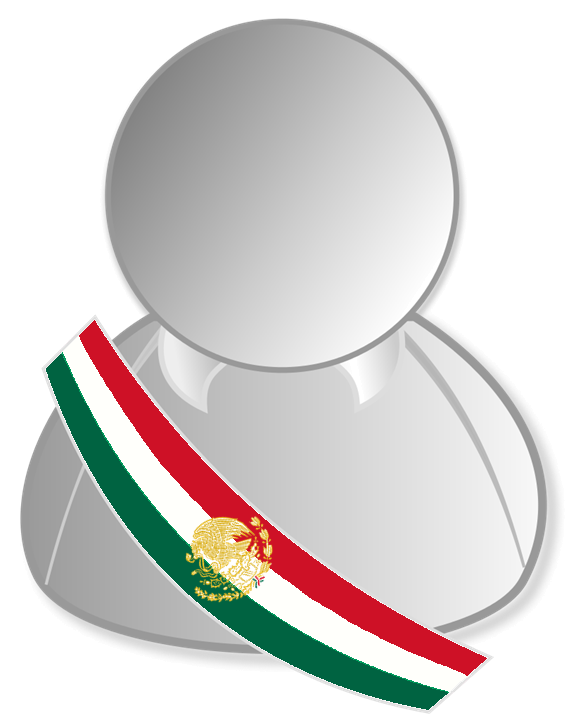
Diseño anterior de la banda presidencial (2010 a 2018).
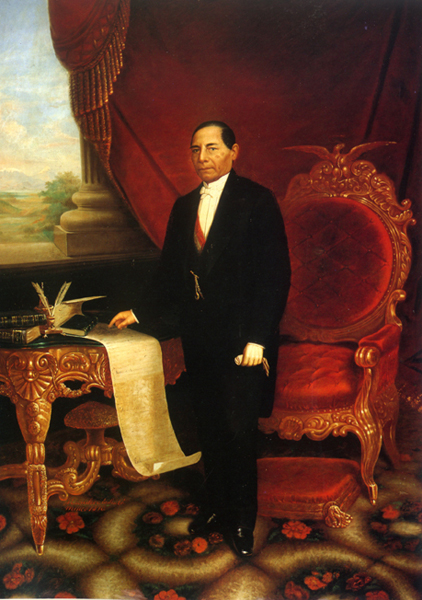
Pintura al óleo del presidente Benito Juárez con la banda presidencial de aquellos años.
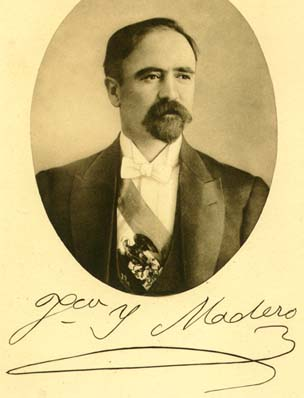
Fotografía del presidente Francisco Ignacio Madero con la banda presidencial de aquellos años.
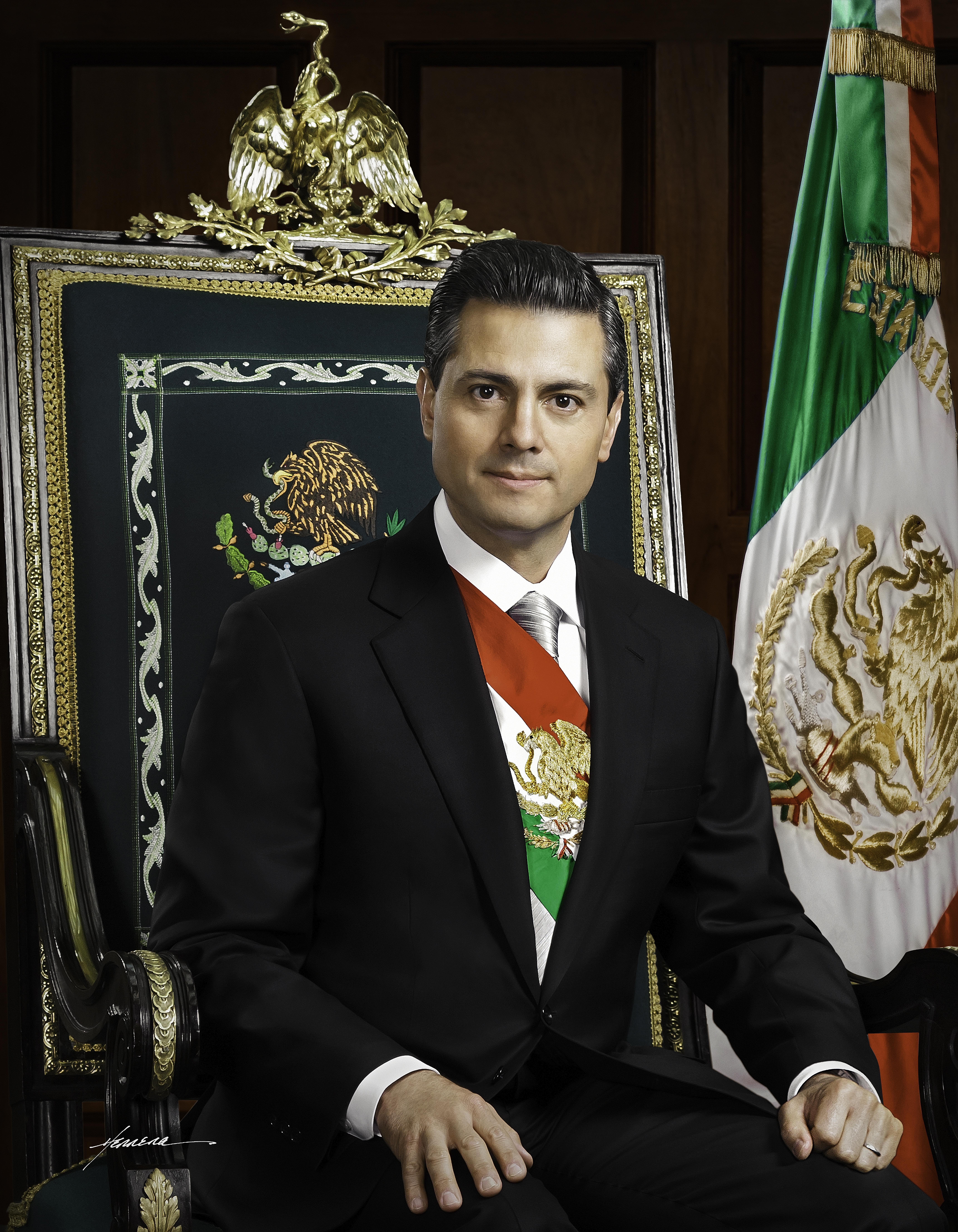
Fotografía oficial del presidente Enrique Peña Nieto con la banda presidencial anterior.
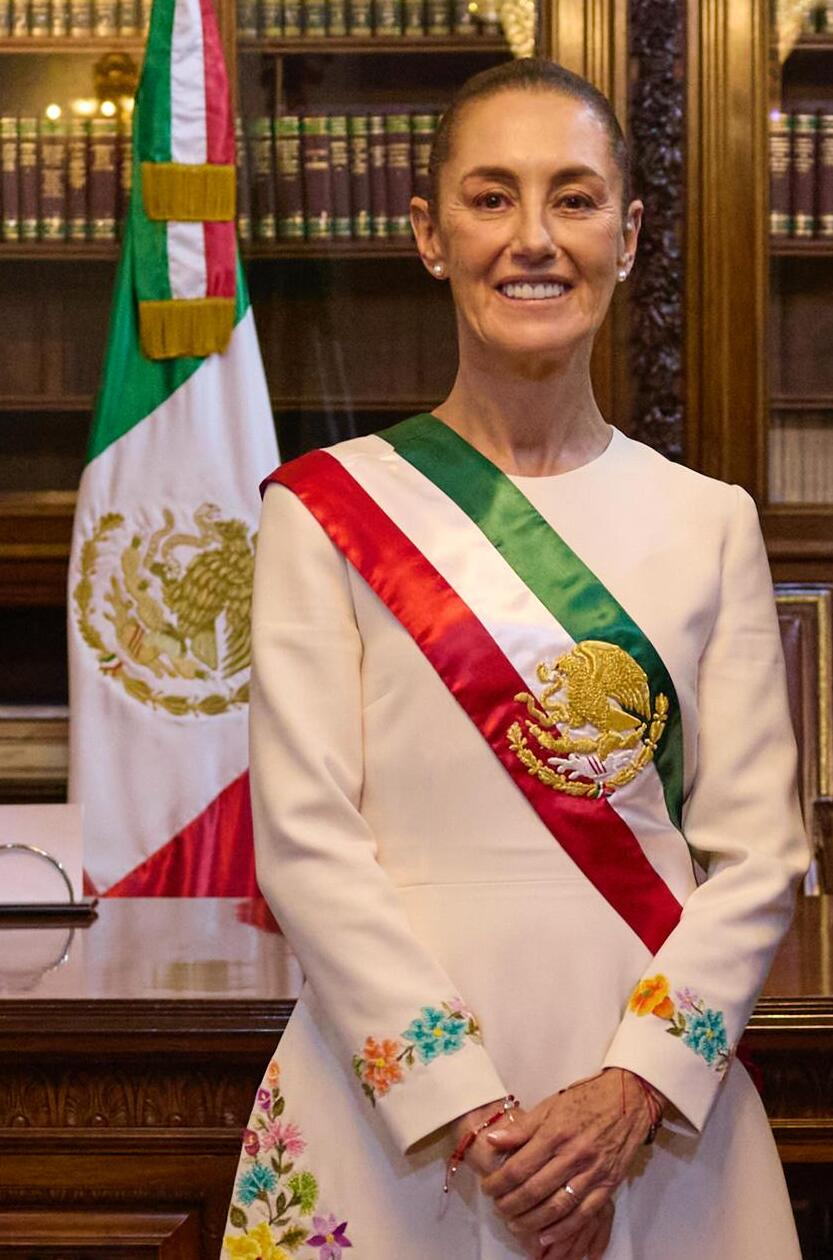
Presidenta Claudia Sheinbaum con la actual banda presidencial.

### Banderas castrenses
Adicionalmente, a la excepción anterior, los reglamentos de protocolo, honores y uniformes militares del Ejército, la Fuerza Aérea y la Armada, indican variantes de la bandera para uso exclusivo del personal militar y en el protocolo de honor al presidente de México como mando Supremo y para los altos mandos, de estas las más conocidas son las indicadas en el reglamento de la Armada, artículos 11 y 20.

Bandera insignia: las banderas insignias del Mando Supremo serán rectangulares, guardando una proporción entre anchura y longitud de cuatro a siete. Cuando se icen éstas no deberá estar izada ninguna otra insignia. En embarcaciones menores, además de la bandera insignia llevarán larga a popa una Bandera Nacional: A. Ceremonias navales: la bandera insignia del Mando Supremo será una Bandera Nacional que tendrá cinco estrellas blancas en la franja verde; En base a:

Y en el artículo 195 del “Manual Gráfico para el uso de Uniformes, Divisas y Equipo del Ejército y Fuerza Aérea Mexicanos”.

195. Bandera para vehículo terrestre. Las dimensiones de esta bandera son de 53 centímetros de largo por 36 centímetros de ancho y el escudo tiene un diámetro de 15 centímetros y lleva cinco estrellas blancas para el mando supremo o cuatro para el alto mando sobre el color verde. El Escudo Nacional es bordado con hilo de colores, lleva un asta de tubo metálico de 88 centímetros de altura y 1.7 centímetros de diámetro, con una moharra de 6 centímetros de longitud, va montada sobre una estructura metálica.

Además en la armada existe la bandera insignia para el Mando Supremo:

Bandera insignia en buques: las banderas insignias del Mando Supremo serán rectangulares, guardando una proporción entre anchura y longitud de cuatro a siete. Cuando se icen éstas no deberá estar izada ninguna otra insignia. En embarcaciones menores, además de la bandera insignia llevarán larga a popa una Bandera Nacional: B.Visitas a buques y establecimientos: la bandera insignia del Mando Supremo será de color blanco, llevará inscritas en su cuarta parte superior izquierda una Bandera Nacional; en su cuarta parte inferior izquierda llevará cinco estrellas en color dorado de cinco puntas cada una en un círculo imaginario con diámetro equivalente al 10% del largo de esta parte, centradas y distribuidas equitativamente en sentido horizontal, y en la mitad derecha al centro llevará el escudo de la Armada de México inscrito en un círculo imaginario con un diámetro igual a la tercera parte de su base, y con base a:

(4:7) Bandera de honor para el presidente de México en el Ejército y Fuerza Aérea Mexicana.
Bandera Insignia para el presidente de México, para uso en buques de la Armada de México.
Bandera de honor para el general secretario de la Secretaría de la Defensa Nacional y para el almirante secretario de la Armada de México.

Adicionalmente existen las siguientes banderas que corresponden al Manual Gráfico para el uso de Uniformes, Divisas y Equipo del Ejército y Fuerza Aérea Mexicanos:

#### Bandera de guerra
191. Bandera de guerra. Se fabrica en tela y es empleada para el abanderamiento de organismos del Ejército, Fuerza Aérea y establecimientos del sistema educativo militar, excepto a los organismos que les corresponda estandartes. Está constituida por las siguientes partes:

A. Pabellón. Será un cuadro de 90 centímetros por lado, con tres franjas verticales de medidas idénticas con los colores en el siguiente orden a partir del asta: verde, blanco y rojo. En el centro de la franja blanca lleva el Escudo Nacional en un diámetro de 28 centímetros, constituido en términos del artículo 2 de la Ley sobre el Escudo, la Bandera y el Himno Nacionales.
Arriba del escudo y en forma de un arco, lleva bordada en hilo de color oro la inscripción "ESTADOS UNIDOS MEXICANOS".
En la parte inferior, irá bordada con hilo dorado la designación de la dependencia, unidad, instalación o institución educativa militar.(Sic)

#### Estandarte
192. Estandarte. Es de uso de las Unidades de Caballería, Artillería, Morteros, Motorizadas, Mecanizadas, Blindadas y de Transportes, el pabellón es cuadrado de 63 centímetros por lado, el Escudo Nacional es de 19 centímetros de diámetro, la inscripción superior "ESTADOS UNIDOS MEXICANOS", tiene la forma de un arco, en la parte inferior, irá bordada con hilo dorado la designación de unidad y la corbata es de 12 centímetros de ancho, con una punta de 45 centímetros de largo y otra de 35 centímetros. El asta tiene 2.1 metros de longitud. El regatón es un casquillo cónico de 7 centímetros de largo con una esfera de 3 centímetros de diámetro en bronce dorado y una espiga de hierro de 7 centímetros de largo y 10 milímetros de espesor. (Sic)

#### Otras banderas militares
Además de las banderas anteriores se definen otras banderas cuyo uso es lo que obliga a considerar ciertas medidas y materiales, pero que de ninguna manera varían en su forma de las Banderas Oficiales, por ejemplo está la:
- Banderas de edificios y monumentales.

193. Banderas de edificio y monumentales. Serán fabricadas en tela, constituidas por un rectángulo de tamaño proporcional al asta, dividido en tres franjas verticales de medidas idénticas, con los colores en el siguiente orden a partir del asta: verde, blanco y rojo. En la franja blanca y al centro tendrá el Escudo Nacional pintado con tinta textil, con un diámetro de tres cuartas partes de ancho de dicha franja. El largo de la bandera será igual a la mitad del asta bandera donde se izará y el ancho corresponderá a una proporción de 7 a 4 respecto al largo. Se considerará bandera monumental cuando la altura del asta sea de 50 metros o superior.(Sic)

- Bandera para oficina.

194. Bandera para oficina. Esta bandera tendrá un largo de 1.58 metros y un ancho de 90 centímetros, el escudo tiene un diámetro de 39.5 centímetros y no lleva leyenda. El Escudo Nacional puede ser estampado o bordado dorado o de colores.(Sic)

- Bandera para féretro.

196. Bandera para féretro. Bandera con un largo de 1.58 metros y un ancho de 90 centímetros, el escudo es estampado con diámetro de 26 centímetros el cual no lleva leyenda. (Sic)

- Bandera de escritorio.

197. Bandera de escritorio. Es fabricada en tela, con las características del país que corresponda, pudiendo ser estampada o bordada y sus dimensiones son de 30 centímetros de largo por 17 centímetros de ancho; se complementa con una corbata la cual tiene un listón y moño. Se coloca sobre un asta.

- Bandera monumental para desfile.

198. Bandera monumental para desfile y de gaza para descubiertas de desfiles. Se fabricará a las dimensiones necesarias en las columnas de desfile que participe. (Sic)

#### Pabellón de proa
Es utilizado por la Armada de México. Anteriormente se usaba la Bandera Nacional sin el escudo nacional, lo que provocaba confusiones con la bandera italiana, motivo por el cual se usa hoy en día este diseño, muy similar a la «Bandera Trigarante».

Pabellón de proa o torrotito para los navíos de la Armada de México.
Pabellón o Bandera de Guerra del Escuadrón 201, Fuerza Aérea Expedicionaria Mexicana.
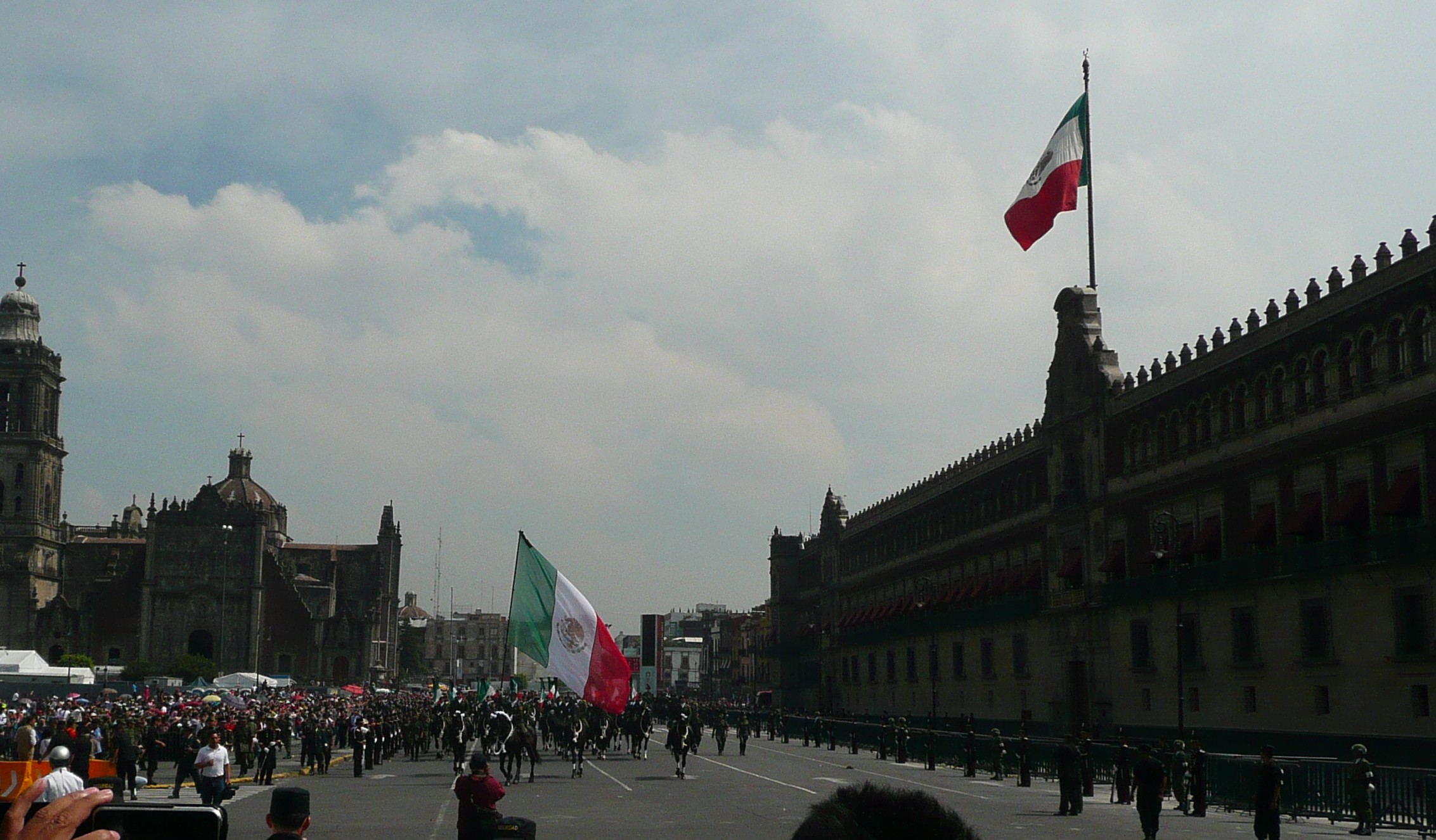
Bandera Monumental de Gaza para desfile, durante el traslado de los restos de los Héroes de la Independencia a Palacio Nacional. agosto del 2010.
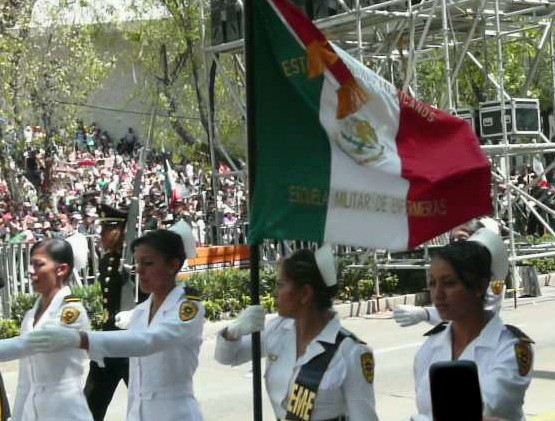
Bandera de Guerra de la Escuela Militar de Enfermeras, desfile del 16 de septiembre del 2010.

### Gobiernos estatales y dependencias del gobierno federal
Como se dijo antes no existen variantes de la bandera para uso exclusivo de algún personaje o entidad pública o privada en el país, pero en el artículo siete de la «Ley sobre el Escudo, la Bandera y el Himno Nacionales» se establece una salvedad general.

Previa autorización de la Secretaría de Gobernación, las autoridades, las instituciones o agrupaciones y los planteles educativos, podrán inscribir en la Bandera Nacional sus denominaciones, siempre que esto contribuya al culto del Símbolo Patrio. Queda prohibido hacer cualquiera otra inscripción en la Bandera Nacional.

Por este motivo es común encontrar en oficinas y dependencias de gobiernos estatales, municipales y oficinas del gobierno federal, banderas con el escudo bordado en oro con inscripciones, que hagan referencia a la entidad administrativa o territorial, como se muestra en los ejemplos siguientes, donde por ejemplo por un lado hay una bandera nacional con la inscripción del gobierno estatal de Jalisco; por otro lado una bandera con la inscripción Estados Unidos Mexicanos, usada comúnmente en las oficinas del gobierno federal.

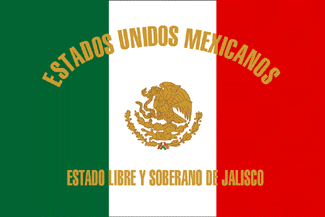
Bandera con escudo e inscripción bordados en hilo dorado con las palabras: Estado Libre y Soberano de Jalisco.
Bandera con escudo bordado en hilo dorado. Incluye la leyenda «Estados Unidos Mexicanos», usada generalmente en las oficinas del Poder Ejecutivo Federal.
Bandera con escudo bordado en hilo dorado, sin inscripciones.

### Aditamentos de la Bandera
El Artículo 12 de la Ley sobre el Escudo, la Bandera y el Himno Nacionales, estipula también que la bandera nacional puede ser decorada con un arreglo especial denominado «corbata». La corbata está compuesta de un moño, dos listones de diferente longitud, ambos presentando un faldoncillo de tiras doradas. La corbata es colocada en la parte superior al asta, donde se encuentra el coronamiento (normalmente con forma de moharra), y los colores de la corbata deben ser iguales a los de la bandera. Es de los faldones de este aditamento donde se deben colocar las medallas e insignias que se le otorguen a la bandera.

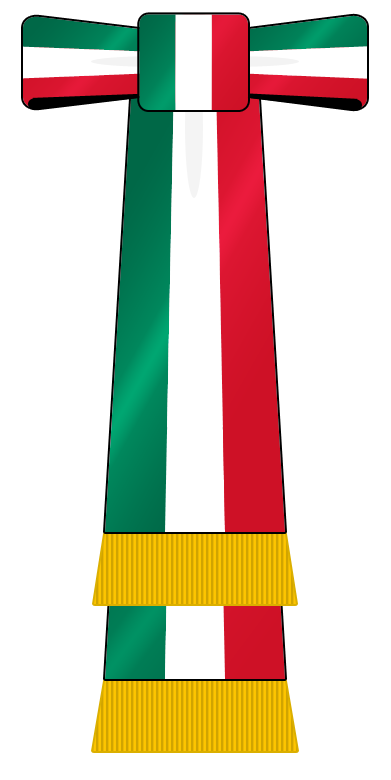
Corbata para bandera.

## Banderas monumentales

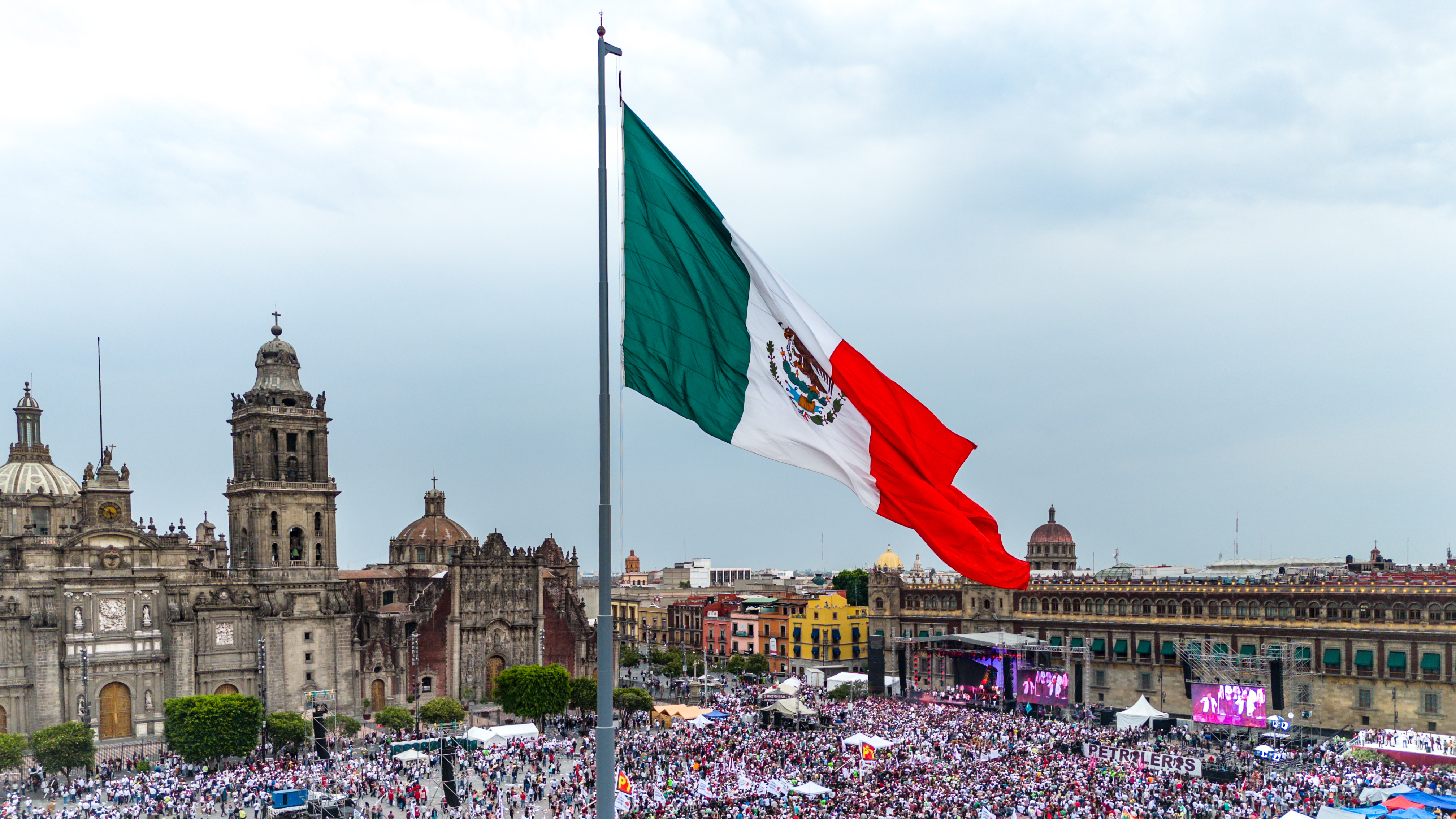
Bandera Monumental en el Zócalo de la Ciudad de México.

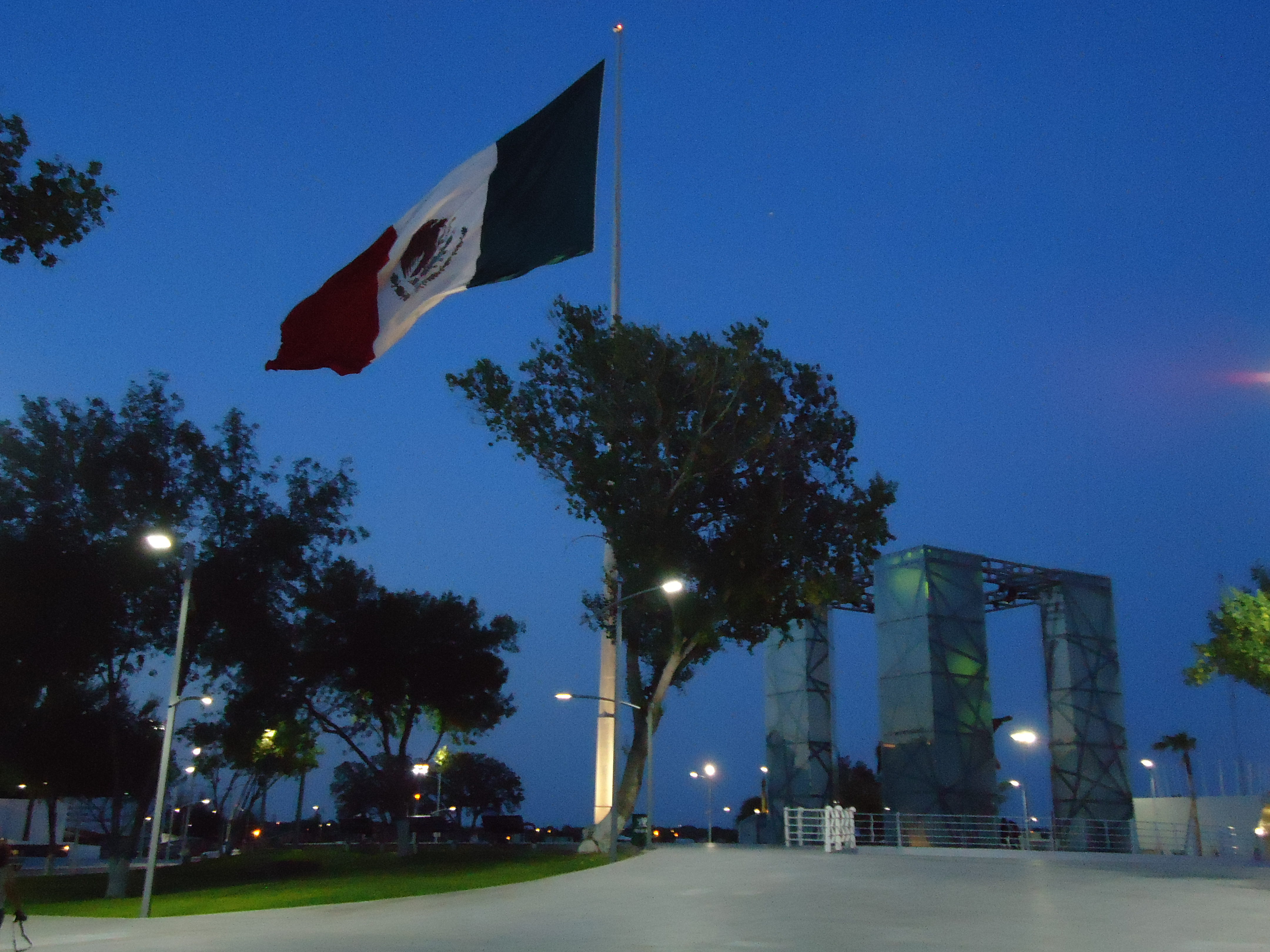
Bandera Monumental en la Gran Plaza Piedras Negras, Coahuila.

En 1999, el entonces presidente de México, Ernesto Zedillo, dio inicio a un programa para construir banderas gigantes en el país. Dicho programa, dirigido por la Secretaría de la Defensa Nacional, erigió banderas monumentales en varias ciudades y lugares de alto significado histórico para la nación. En un decreto publicado el 1 de julio de 1999 por el presidente Zedillo, se estipulaba que las primeras banderas deberían ser localizadas en la Ciudad de México, Tijuana, Ciudad Juárez y Veracruz. Dicho decreto también estipulaba que las medidas de las banderas deberían ser 14.3 metros por 25 metros, sobre astas de 50 metros de alto. Luego de la creación de estas banderas, otras ciudades como Ensenada, Nuevo Laredo, Tonalá y Cancún erigieron las suyas. Otras versiones monumentales, algo menos grandes, son llamadas «banderas semimonumentales», y se encuentran por lo regular en ciudades más pequeñas y en varios centros educativos.
Hasta 2022 existían al menos 72 banderas monumentales, cuyas astas tienen alturas que fluctúan entre 50 y 120 metros de altura. Una de las banderas monumentales más grandes de México es la que se encuentra en el Mirador del Obispado en Monterrey, Nuevo León, con un asta de 120 toneladas de peso y 100.6 metros de alto. Las medidas de esta bandera son 50 por 28.6 metros y pesa 230 kilogramos. Está localizada en la cima del cerro del Obispado a una altitud de 775 metros sobre el nivel del mar. Similar tamaño tiene la de la ciudad de Dolores Hidalgo, Guanajuato. Aunque la de mayor altura es la ubicada en el cerro Tehuehue en Iguala, Guerrero, con un asta de 113.8 metros de altura y un peso de 45 toneladas que ondea desde 1998.
El día 22 de diciembre del año 2010 fue inaugurada la bandera más alta de América, ubicada dentro del complejo de la «Gran Plaza» en Piedras Negras, Coahuila, sustituyendo a la ubicada en Iguala. La bandera tiene un tamaño de 60 por 34 metros, y el asta tiene 120 metros de longitud, tubo de acero y un peso de 155 toneladas. El 2 de diciembre de 2011, la bandera monumental de Piedras Negras fue registrada por Guinness como la bandera más grande del mundo.
En las siguientes ciudades se encuentran las banderas de 100 metros o más:
1. Coahuila, Gran Plaza, Piedras Negras. (120 m).[87]
2. Guerrero Cerro el Tehuehue, Iguala, Guerrero (113 m).[89][83]
3. Quintana Roo, Cancún (103.3 m).[90]
4. Baja California, Ensenada (100 m).
5. Baja California, Tijuana (100 m).
6. Chihuahua, El Chamizal, Ciudad Juárez (100 m).
7. Chihuahua, Parque El Palomar, Chihuahua (100 m).
8. Ciudad de México, Heroico Colegio Militar (100 m).
9. Ciudad de México, Campo Militar Marte (100 m).
10. Ciudad de México, San Jerónimo Lídice, Av. Periférico Sur (100 m).
11. Ciudad de México, Plaza de la Constitución (100 m).
12. Guanajuato, Dolores Hidalgo (100 m).
13. Nuevo León, Monterrey (100 m).[82]
14. San Luis Potosí, Plaza Bicentenario Manuel José Othón, San Luis Potosí (100 m).
15. Tamaulipas, Nuevo Laredo (100 m).

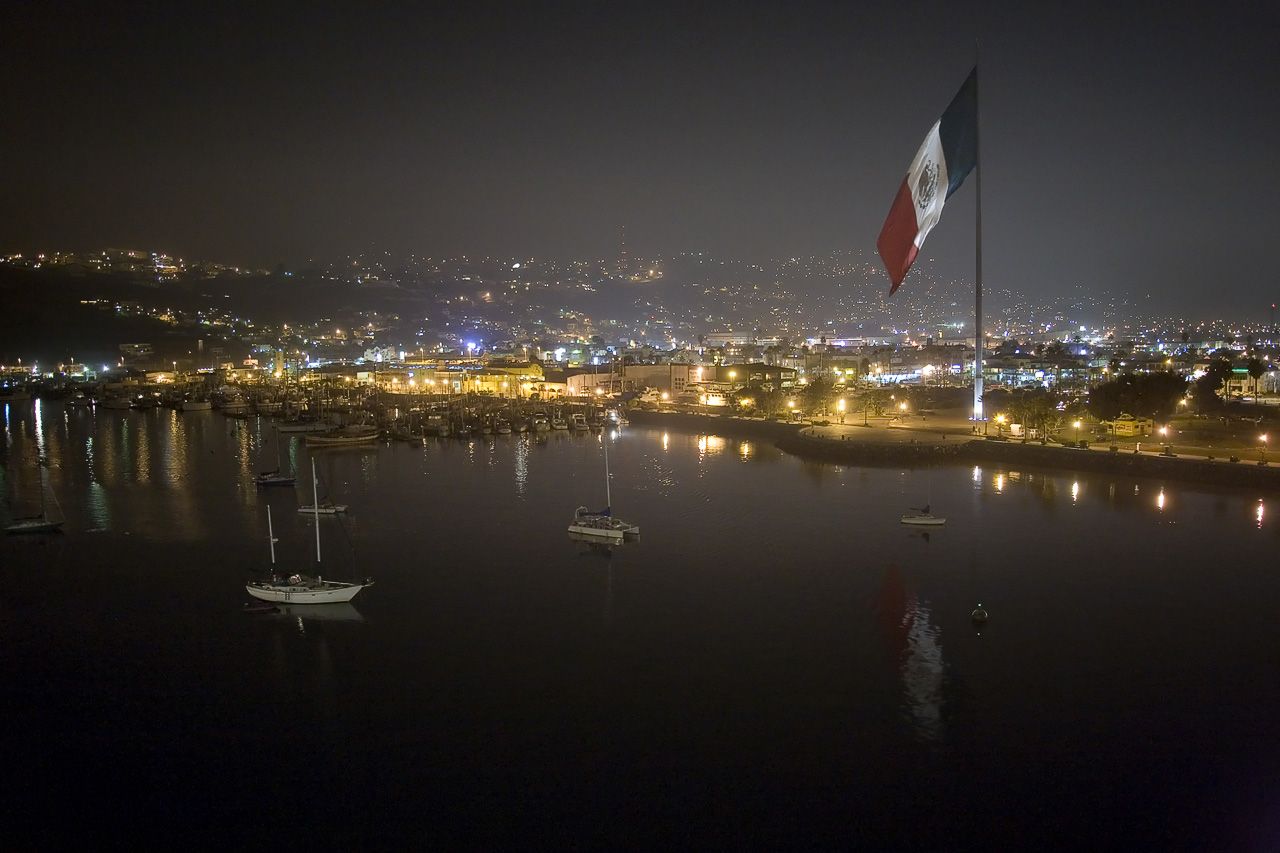
Bandera Monumental en el malecón de Ensenada, Baja California.
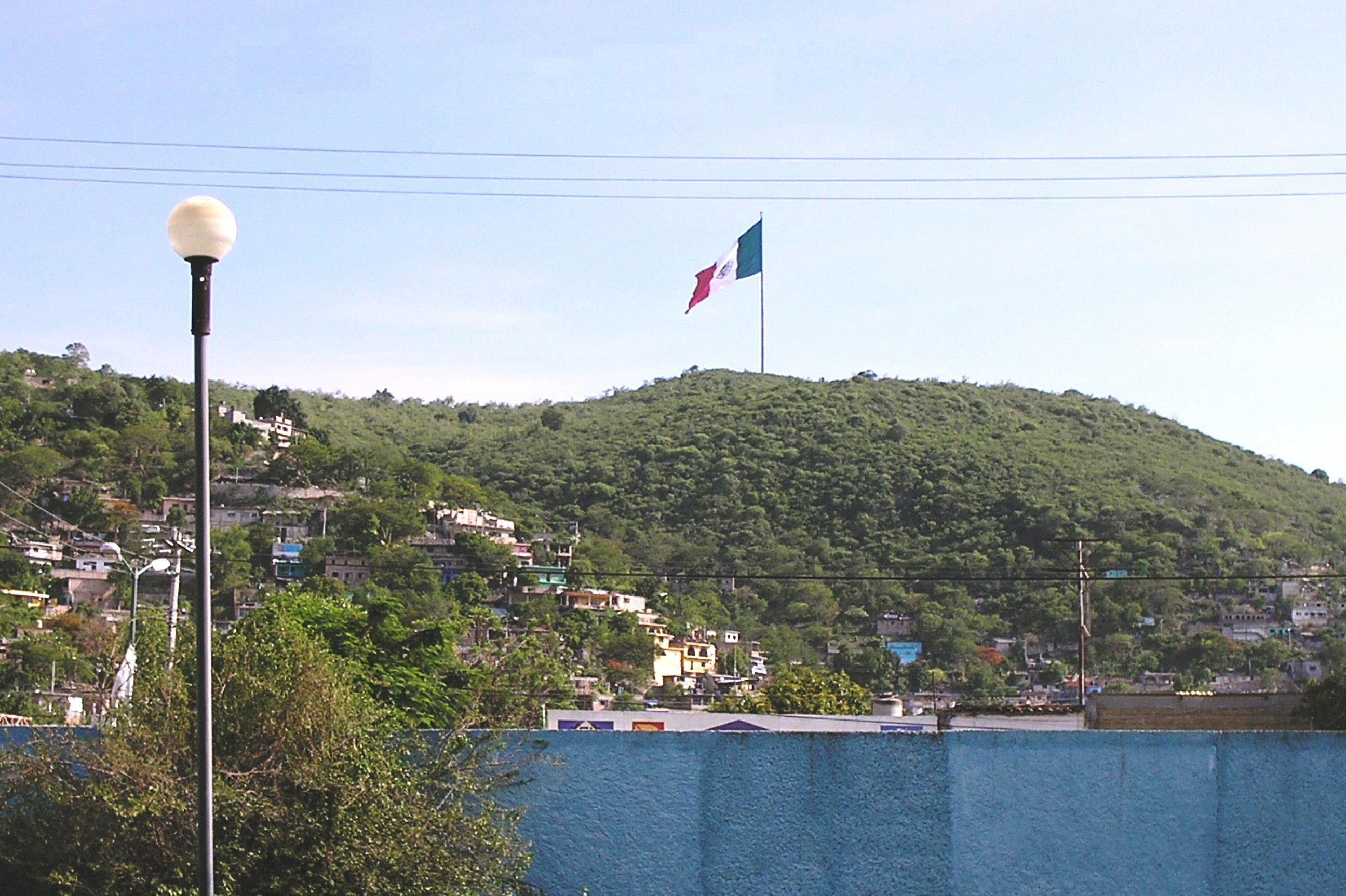
Bandera Monumental en Iguala, Guerrero.
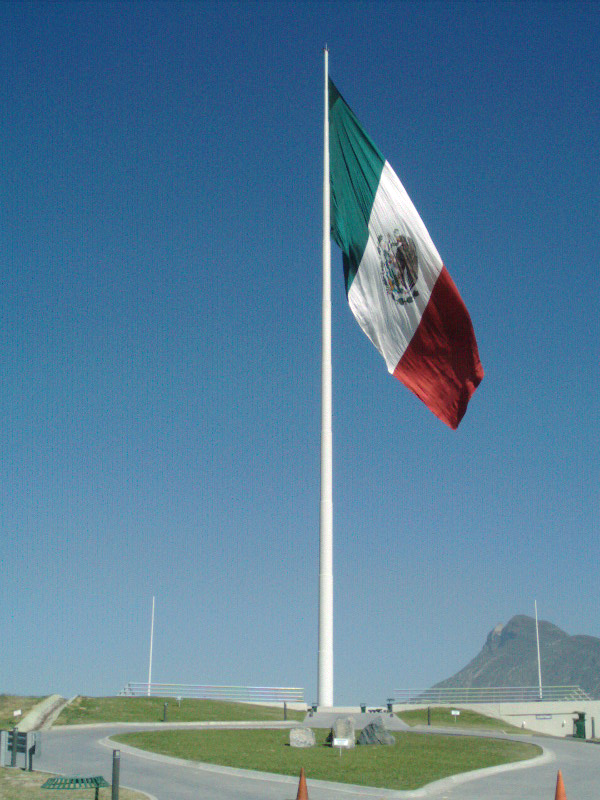
Bandera monumental en el cerro del Obispado Monterrey, Nuevo León.
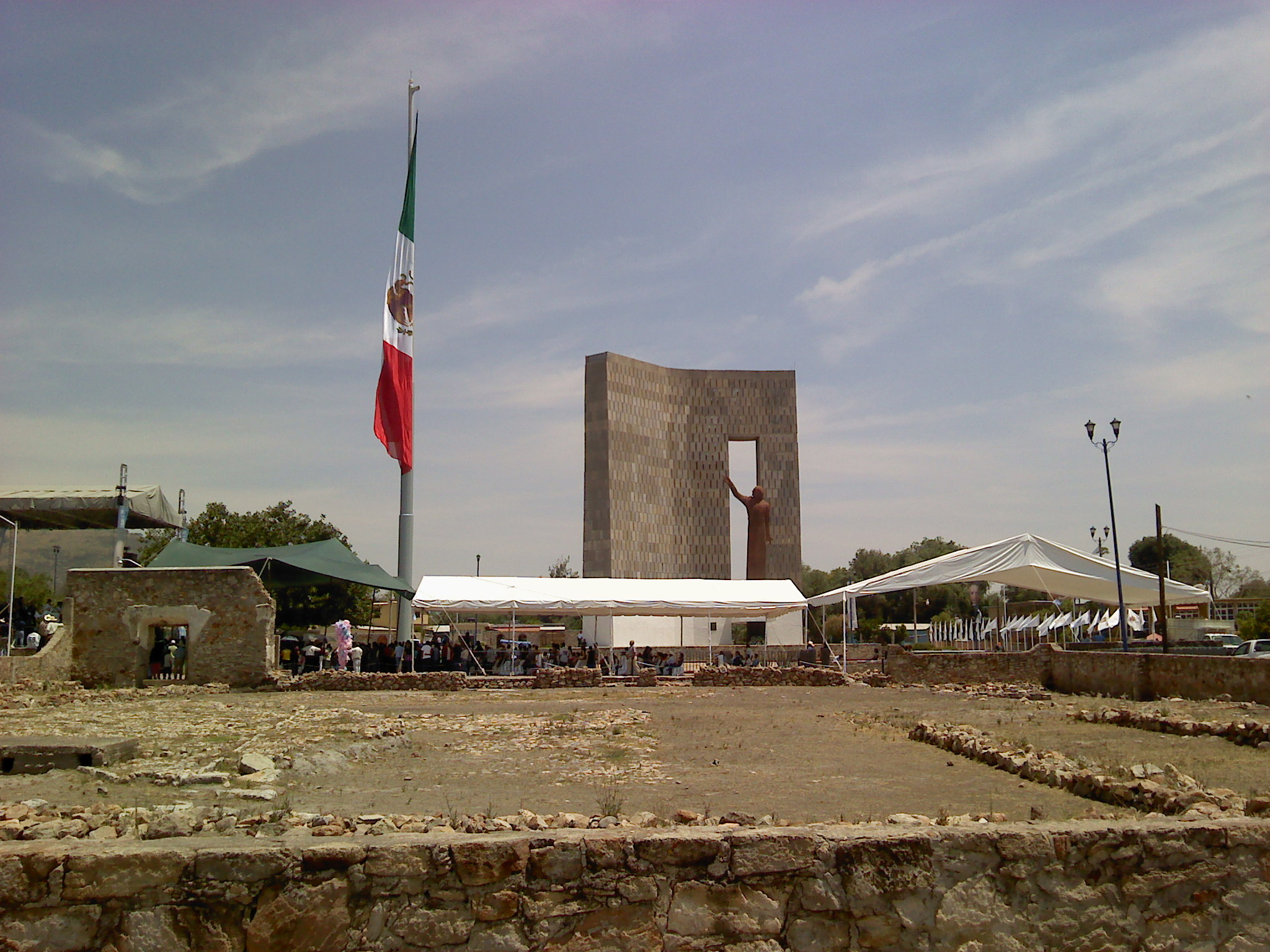
Bandera monumental Corralejo Hidalgo Pénjamo.
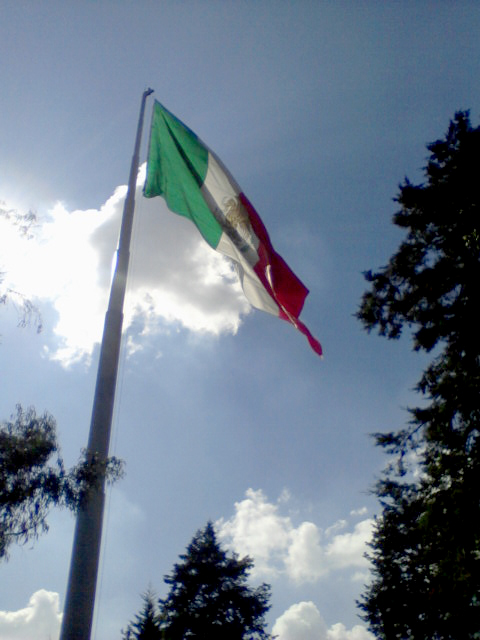
Bandera semimonumental en el cerro El Calvario, Toluca, México.

## Uso de la bandera o sus colores en otros símbolos

### En partidos políticos
El caso más común es en el Partido Revolucionario Institucional (PRI), que adoptó los colores nacionales en su logotipo desde su fundación en 1929, es decir cuando era Partido Nacional Revolucionario (PNR) y posteriormente cuando se transformó en el Partido de la Revolución Mexicana (PRM), con las particularidades de que en su primera etapa, el PNR, añadió dos circunferencias externas negras concéntricas entre sí, y dos líneas verticales del mismo color, para marcar la división o separación de las tres franjas del escudo, y la "N" central es también negra; en su segunda etapa, PRM, el escudo partidista presenta una sola circunferencia externa y la "R" central negras; finalmente, el logotipo de la tercera etapa, PRI, muestra la "R" central negra y dos medialunas laterales grises colocadas verticalmente. 
Todo lo anterior revela la astucia de directivos priistas y diseñadores gráficos para evitar o atenuar las críticas que intuían podrían venir de parte de adversarios políticos, periodistas, historiadores, etcétera, en el sentido de una apropiación indebida de los colores de la bandera nacional, la tricolor. En sentido estricto, los escudos del PNR y el PRM son tetracolores, y el del PRI, pentacolor. Otro partido, el Partido de la Revolución Democrática (PRD), al momento de fundarse en 1989 seleccionó los mismos colores; sin embargo, el PRI impugnó tal medida bajo el argumento de que los usaba desde 1929 y se prestaría a confusión, por lo que el PRD tuvo que escoger otros, el amarillo y el negro, que continúa usando. El PRI sigue usando los colores de la bandera, con las añadiduras mencionadas. 
Otros partidos que utilizaron los colores patrios en sus emblemas fueron el Partido Liberal Constitucionalista, el Partido Fuerza Popular, el Partido Nacionalista Mexicano y el Partido Mexicano Socialista.

### En estados de la república
En los escudos de Querétaro e Hidalgo, se han incorporado tanto elementos de la bandera nacional como toda la enseña a su propio escudo.

Escudo del estado de Querétaro (1979-actualidad)
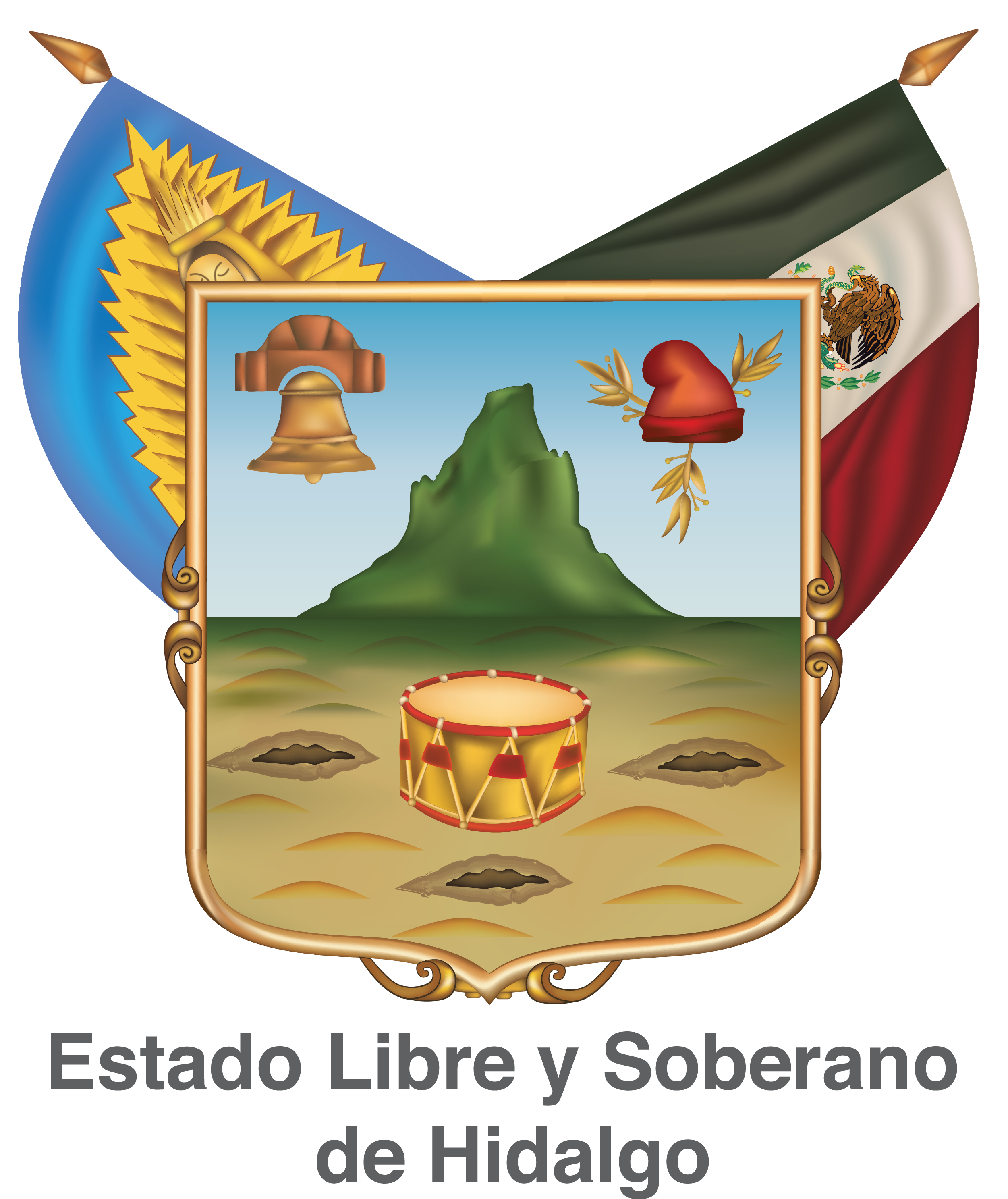
Escudo del estado de Hidalgo (1980-actualidad)

### Texas
Como parte del adverso del escudo del estado federado de Texas en los Estados Unidos, como una especie de remembranza sobre la soberanía que tenía sobre el territorio hasta la invasión estadounidense entre 1846 a 1848, cuando el gobierno mexicano tuvo que reconocer las pretensiones texanas sobre el territorio mexicano, aun a pesar del Primer tratado de Límites y Eterna Amistad ratificado en 1834, así como la división política que existía en el gobierno centralista en 1836 y la división política de los gobiernos federales.

Reverso del sello de Texas